# 철권의 등장인물 목록
| 철권 3                 | (이하, ‘3’)        |
| 철권 태그 토너먼트     | (이하, ‘태그’)     |
| 철권 4                 | (이하, ‘4’)        |
| 철권 5                 | (이하, ‘5’)        |
| 철권 다크 리저렉션     | (이하, ‘DR’)       |
| 철권 6                 | (이하, ‘6’)        |
| 철권: 블러드 벤전스    | (이하, ‘BV’)       |
| 철권 태그 토너먼트 2   | (이하, ‘태그 2’)   |
| 스트리트 파이터 X 철권 | (이하, ‘스파철권’) |
| 철권 7                 | (이하, ‘7’)        |

아래에 등장하는 캐릭터들은 일본의 게임 제작회사 남코의 대전 격투 비디오 게임 철권 시리즈에 나오는 등장인물 목록이다.

## 등장 인물 정보
플레이어는 민족 배경과 싸우는 스타일의 다양한 출신의 캐스트에서 선택할 수 있다. 곰 캐릭터인 쿠마 같은 동물 캐릭터는 만화적 구호를 제공하는 반면, 악마와 오우거와 같은 초자연적인 기원을 가지고 있는 몇몇 캐릭터들도 존재한다. 게임의 스토리 모드에서, 각 인물들은 일반적으로 대회에 들어가고 경쟁에 대한 자신의 수상이라는 개인적인 이유가 있다. 현재까지 모든 철권 시리즈에서 플레이 가능한 캐릭터로는 니나 윌리엄스, 폴 피닉스, 요시미츠가 있다. 미시마 헤이하치와 쿠마는 모든 가정용 철권 시리즈에서 플레이 가능하지만 철권 1에서는 플레이가 가능하지 않고 오직 상대로만 등장한다.
미시마 카즈야, 리 차오랑, 마샬 로우는 현재까지 6개의 작품에 등장하며 위 세 캐릭터 다음으로 많이 등장했고 잭 또한 철권 4를 제외하고 6번의 변화(잭, 잭-2, 건잭, 잭-5, 잭-6, 잭-7)를 거치며 철권 시리즈에 등장했다.

### 메인 시리즈
| O      | 기본적으로 플레이 및 사용할 수 있는 캐릭터 |
| O      | 업데이트 버전에서나 해금으로만 플레이할 수 있는 캐릭터                                                                                            |
| 커스튬 | 독립으로 사용할 수 있는 캐릭터가 아닌 커스튬 및 변신을 통해서 플레이할 수 있는 기본 캐릭터 (자체 이름 없음)                                       |
| 커스튬 | 독립으로 사용할 수 있는 캐릭터가 아닌 커스튬 및 변신을 통해서 플레이할 수 있으며 업데이트 및 해금을 통해서 사용할 수 있는 캐릭터 (자체 이름 없음) |
| DLC    | 유료 다운로드 캐릭터 |
| 게스트 | 다른 회사의 캐릭터 |
| 카메오 | 무비, 인트로, 트레일러, 무대 배경 및 사진에서 카메오로 출현하는 캐릭터                                                                            |
| ?      | 정보가 공개되지 않음 |
| X      | 출연하지 않는 캐릭터 |

| 캐릭터 정보                 | 캐릭터 정보                 | 1      | 2      | 3        | 4      | 5        | 6        | 7             | 8      | 총합  |
| 이름                        | 국적                        | 1      | 2      | 3        | 4      | 5        | 6        | 7             | 8      | 총합  |
| --------------------------- | --------------------------- | ------ | ------ | -------- | ------ | -------- | -------- | ------------- | ------ | ----- |
| 간류                        | 일본                        | O      | O      | X        | X      | O        | O        | DLC5          | ?      | 5     |
| 건 잭 (잭-3)                | 불명                        | X      | X      | O5       | X      | NPC7     | X        | X             | ?      | 2     |
| 곤                          | 불명/없음                   | X      | X      | 게스트   | X      | X        | X        | X             | X      | 1     |
| 기가스                      | 불명                        | X      | X      | X        | X      | X        | X        | O             | X      | 1     |
| 기스 하워드                 | 미국                        | X      | X      | X        | X      | X        | X        | DLC/게스트5   | X      | 1     |
| NANCY-MI847J                | 일본e                       | X      | X      | X        | X      | X        | NPC4     | 카메오5       | ?      | 2     |
| 네간 스미스                 | 미국                        | X      | X      | X        | X      | X        | X        | DLC/게스트5 8 | X      | 1     |
| 녹티스 루시스 카일룸        | 불명                        | X      | X      | X        | X      | X        | X        | DLC/게스트5   | X      | 1     |
| 니나 윌리엄스               | 아일랜드                    | O      | O      | O        | O      | O        | O        | O5            | O      | 8     |
| 닥터 보스코노비치           | 러시아                      | X      | 카메오 | O        | 카메오 | 카메오   | 카메오   | X             | ?      | 5     |
| 데빌 진                     | 일본c                       | X      | X      | 카메오   | 카메오 | O        | O        | O             | O      | 6     |
| 데빌 카즈미                 | 일본c                       | X      | X      | X        | X      | X        | X        | NPC           | ?      | 1     |
| 데빌 카즈야                 | 일본c d                     | 커스튬 | O      | 카메오   | 카메오 | X        | X        | 커스튬        | 커스튬 | 6     |
| 라스 알렉산데르손           | 스웨덴                      | X      | X      | X        | X      | X        | O3       | O             | O      | 3     |
| 럭키 클로에                 | 불명                        | X      | X      | X        | X      | X        | X        | O             | ?      | 1     |
| 레오 클리젠                 | 독일                        | X      | X      | X        | X      | X        | O        | O             | O      | 3     |
| 레이나                      | 불명                        | X      | X      | X        | X      | X        | X        | X             | O      | 1     |
| 레이 우롱                   | 홍콩                        | X      | O      | O        | O      | O        | O        | DLC5          | ?      | 6     |
| 레이븐                      | 불명                        | X      | X      | X        | X      | O        | O        | 카메오        | O      | 4     |
| 로저                        | 불명/없음                   | X      | O      | X        | X      | 카메오14 | 카메오14 | X             | ?      | 3     |
| 로저 주니어                 | 불명/없음                   | X      | X      | X        | X      | O        | O        | X             | ?      | 2     |
| 리디아 소비에스카           | 폴란드                      | X      | X      | X        | X      | X        | X        | DLC5          | ?      | 1     |
| 리로이 스미스               | 미국                        | X      | X      | X        | X      | X        | X        | DLC5          | O      | 2     |
| 리리                        | 모나코                      | X      | X      | X        | X      | O2       | O        | O             | O      | 4     |
| 리 차오랑                   | 일본f                       | O      | O      | X        | O      | O        | O        | O5            | O      | 7     |
| 링 샤오유                   | 중국                        | X      | X      | O        | O      | O        | O        | O             | O      | 6     |
| 마샬 로우                   | 미국h                       | O      | O      | 카메오   | O      | O        | O        | O             | 예     | 8     |
| 마스터 레이븐               | 불명                        | X      | X      | X        | X      | X        | X        | O5            | ?      | 1     |
| 모쿠진                      | 일본e                       | X      | X      | O        | X      | O        | O        | 카메오        | ?      | 4     |
| 미겔 카바예로 로호          | 스페인                      | X      | X      | X        | X      | X        | O        | O5            | ?      | 2     |
| 미셸 창                     | 미국                        | O      | O      | 카메오14 | X      | X        | X        | X             | ?      | 3     |
| 미시마 카즈미               | 일본                        | X      | X      | X        | X      | X        | X        | O             | ?      | 1     |
| 미시마 진파치               | 일본                        | X      | X      | X        | X      | O1       | 카메오   | 카메오        | ?      | 3     |
| 미시마 카즈야               | 일본d                       | O      | O      | 카메오   | O      | O        | O        | O             | O      | 8     |
| 미시마 카즈야 (어린 시절)   | 일본                        | X      | X      | X        | X      | X        | X        | O5 6          | ?      | 1     |
| 미시마 헤이하치             | 일본d                       | O      | O      | O        | O      | O        | O        | O             | ?      | 7     |
| 바이올렛                    | 일본f                       | X      | X      | X        | O      | 카메오   | X        | O5            | ?      | 3     |
| 밥                          | 미국                        | X      | X      | X        | X      | X        | O        | O5            | ?      | 2     |
| 백두산                      | 대한민국                    | X      | O      | X        | X      | O        | O        | X             | ?      | 3     |
| 브라이언 퓨리               | 미국                        | X      | X      | O        | O      | O        | O        | O             | O      | 6     |
| 브루스 어빈                 | 미국                        | X      | O      | X        | X      | O        | O        | X             | ?      | 3     |
| 빅터 슈발리에               | 프랑스                      | X      | X      | X        | X      | X        | X        | X             | O      | 1     |
| 샤힌                        | 사우디아라비아              | X      | X      | X        | X      | X        | X        | O             | O      | 2     |
| 세르게이 드라구노프         | 러시아                      | X      | X      | X        | X      | O2       | O        | O             | O      | 4     |
| 세바스찬                    | 모나코                      | X      | X      | X        | X      | 카메오2  | 카메오   | X             | ?      | 2     |
| 스티브 폭스                 | 영국                        | X      | X      | X        | O      | O        | O        | O             | O      | 5     |
| 슬림 밥                     | 미국                        | X      | X      | X        | X      | X        | 카메오   | X             | ?      | 1     |
| 아머 킹 (1대)               | 불명                        | O      | O      | 카메오   | 카메오 | X        | 카메오   | X             | ?      | 5     |
| 아머 킹 (2대)               | 불명                        | X      | X      | X        | X      | O2       | O        | DLC5          | ?      | 3     |
| 아수세나                    | 페루                        | X      | X      | X        | X      | X        | X        | X             | O      | 1     |
| 아자젤                      | 불명a                       | X      | X      | X        | X      | X        | NPC      | 카메오5       | ?      | 2     |
| 아쿠마                      | 일본                        | X      | X      | X        | X      | X        | X        | 게스트5       | X      | 1     |
| 안나 윌리엄스               | 아일랜드                    | O      | O      | O        | X      | O        | O        | DLC5          | ?      | 6     |
| 알렉스                      | 불명/없음                   | X      | O      | X        | X      | X        | X        | X             | ?      | 1     |
| 알리사 보스코노비치         | 러시아e                     | X      | X      | X        | X      | X        | O3       | O             | O      | 3     |
| 에디 골드                   | 브라질                      | X      | X      | O        | O      | O        | O        | O5            | ?      | 5     |
| 에인션트 오우거             | 없음                        | X      | X      | O        | 카메오 | X        | X        | X             | ?      | 2     |
| 엔젤                        | 없음                        | X      | O      | X        | X      | X        | X        | X             | ?      | 1     |
| 엘리자                      | 불명                        | X      | X      | X        | X      | X        | X        | DLC5          | ?      | 1     |
| 왕 진레이                   | 중국                        | O      | O      | X        | X      | O        | O        | 카메오        | ?      | 5     |
| 요시미츠                    | 일본                        | O      | O      | O        | O      | O        | O        | O             | O      | 8     |
| 자피나                      | 불명g                       | X      | X      | X        | X      | X        | O        | DLC5          | O      | 3     |
| 잭                          | 러시아e                     | O      | X      | X        | X      | X        | X        | X             | ?      | 1     |
| 잭-2                        | 러시아e                     | X      | O      | 커스튬   | X      | X        | X        | X             | ?      | 2     |
| 잭-5                        | 불명/없음                   | X      | X      | X        | X      | O        | X        | X             | ?      | 1     |
| 잭-6                        | 불명/없음                   | X      | X      | X        | X      | X        | O        | NPC8          | ?      | 2     |
| 잭-7                        | 불명/없음                   | X      | X      | X        | X      | X        | X        | O             | 커스튬 | 2     |
| 잭-8                        | 불명/없음                   | X      | X      | X        | X      | X        | X        | X             | O      | 1     |
| 조시 리잘                   | 필리핀                      | X      | X      | X        | X      | X        | X        | O             | ?      | 1     |
| 줄리아 창                   | 미국                        | X      | X      | O        | O      | O        | O        | DLC5          | ?      | 5     |
| 카자마 아스카               | 일본                        | X      | X      | X        | X      | O        | O        | O             | O      | 3     |
| 카자마 준                   | 일본                        | X      | O      | 카메오   | 카메오 | X        | X        | X             | O      | 4     |
| 카자마 진                   | 일본                        | X      | X      | O        | O      | O        | O        | O             | O      | 6     |
| 카타리나 아우베스           | 브라질                      | X      | X      | X        | X      | X        | X        | O             | ?      | 1     |
| 컴봇                        | 불명/없음                   | X      | X      | X        | O      | X        | X        | 카메오5       | ?      | 2     |
| 쿠니미츠 (1대)              | 일본                        | O      | O      | X        | X      | X        | X        | 카메오5       | ?      | 3 (2) |
| 쿠니미츠 (2대)              | 일본                        | X      | X      | X        | X      | X        | X        | DLC5          | ?      | 1     |
| 쿠마                        | 불명                        | O9     | O9     | O10      | O10    | O10      | O10      | O5 10         | O10    | 8     |
| 크로우                      | 불명b                       | X      | X      | NPC      | X      | X        | X        | X             | ?      | 1     |
| 크레이그 머독               | 오스트레일리아              | X      | X      | X        | O      | O        | O        | DLC5          | ?      | 4     |
| 크리스티 몬테이로           | 브라질                      | X      | X      | X        | O      | O        | O        | 카메오14      | ?      | 4     |
| 클라우디오 세라피노         | 이탈리아                    | X      | X      | X        | X      | X        | X        | O             | O      | 2     |
| 킨진                        | 불명/없음                   | X      | X      | X        | X      | X        | X        | 카메오        | ?      | 1     |
| 킹                          | 멕시코                      | O9     | O9     | O10      | O10    | O10      | O10      | O10           | O10    | 8     |
| 타이거 잭슨                 | 불명                        | X      | X      | O        | X      | 카메오2  | X        | X             | ?      | 2     |
| 트루 오우거                 | 불명                        | X      | X      | O        | X      | NPC7     | X        | X             | ?      | 2     |
| 파쿰람                      | 태국                        | X      | X      | X        | X      | X        | X        | DLC5          | ?      | 1     |
| 판다                        | 중국e                       | X      | X      | O        | O      | O        | O        | O5            | O      | 6     |
| 펭 웨이                     | 중국                        | X      | X      | X        | X      | O        | O        | O             | O      | 4     |
| 포레스트 로우               | 미국                        | 카메오 | X      | O        | X      | X        | X        | X             | ?      | 2     |
| 폴 피닉스                   | 미국                        | O      | O      | O        | O      | O        | O        | O             | O      | 8     |
| 프로토타입 잭               | 러시아e                     | O      | O      | X        | X      | X        | X        | X             | ?      | 2     |
| 화랑                        | 대한민국                    | X      | X      | O        | O      | O        | O        | O             | O      | 6     |
| 히라노 미하루               | 일본                        | X      | X      | X        | O      | X        | X        | X             | ?      | 1     |
| 총합 (플레이 가능한 캐릭터) | 총합 (플레이 가능한 캐릭터) | 18     | 25     | 24       | 23     | 36       | 41       | 54            | 34     |       |

참고:
^ “철권 5”의 히스토리 모드와 “철권 7”의 갤러리 모드는 포함되지 않는다.

^1 “철권 5” 및 “철권 5: DR”(PSP, 아케이드 및 온라인메서만)에서 NPC로 나오는 캐릭터이다. 또는, “철권 5:DR”(PS3 및 오프라인에서만)에서 해금할 수 있는 캐릭터이다.

^2 “철권 5: DR“에서만 나온다.

^3 “철권 6: BR”(아케이드 및 콘솔 버전)에서만 나온다.

^4 캠페인 레벨에서 플레이할 수 있다.

^5 “철권 7: FR”(아케이드 및 콘솔 버전)/라운드2에만 나온다.

^6 콘솔 버전에서 짧은 시간동안만 스토리 모드에서 플레이할 수 있다.

^7 “철권 5” 및 “데빌 위드인” 모드에서만 나온다.

^8 라운드2에서 플레이 및 사용할 수 없다. 

^9 킹 또는 쿠마 1대를 말한다.

^10 킹 또는 쿠마 2대를 말한다.
^a 대체로 없다.

^b 다수의 인원이기 때문에 불명이다.

^c 데빌화 됐을 때에는 불명이지만 사람인 상태에서는 일본이다.

^d 국적을 버렸다.

^e 해당 나라의 출신이지만 시민권은 없다.

^f 중국에서 태어났지만 일본 국적이다.

^g 이집트로 추측되고 있다. 

^h 중국계 미국인 파이터.

### 가계도
|                   |                   |                   |                   |                   |                   |           |           | 미시마 진파치   |                 |                 |                 |                 |                 |               |               |               |               |               |               |               |               |           |           |           |           |
|                   |                   |                   |                   |                   |                   |           |           |                 |                 |                 |                 |                 |                 |               |               |               |               |               |               |               |               |           |           |           |           |
|                   |                   |                   |                   |                   |                   |           |           |                 |                 |                 |                 |                 |                 |               |               |               |               |               |               |               |               |           |           |           |           |
| 라스 알렉산데르손 | 라스 알렉산데르손 | 라스 알렉산데르손 | 라스 알렉산데르손 | 라스 알렉산데르손 | 라스 알렉산데르손 |           |           | 미시마 헤이하치 | 미시마 헤이하치 | 미시마 헤이하치 | 미시마 헤이하치 | 미시마 헤이하치 | 미시마 헤이하치 |               |               | 미시마 카즈미 | 미시마 카즈미 | 미시마 카즈미 | 미시마 카즈미 | 미시마 카즈미 | 미시마 카즈미 |           |           |           |           |
| 라스 알렉산데르손 | 라스 알렉산데르손 | 라스 알렉산데르손 | 라스 알렉산데르손 | 라스 알렉산데르손 | 라스 알렉산데르손 |           |           | 미시마 헤이하치 | 미시마 헤이하치 | 미시마 헤이하치 | 미시마 헤이하치 | 미시마 헤이하치 | 미시마 헤이하치 |               |               | 미시마 카즈미 | 미시마 카즈미 | 미시마 카즈미 | 미시마 카즈미 | 미시마 카즈미 | 미시마 카즈미 |           |           |           |           |
|                   |                   |                   |                   |                   |                   |           |           |                 |                 |                 |                 |                 |                 |               |               |               |               |               |               |               |               |           |           |           |           |
|                   |                   |                   |                   |                   |                   |           |           |                 |                 |                 |                 |                 |                 |               |               |               |               |               |               |               |               |           |           |           |           |
|                   |                   |                   |                   | 리 차오랑         | 리 차오랑         | 리 차오랑 | 리 차오랑 | 리 차오랑       | 리 차오랑       |                 |                 | 미시마 카즈야   | 미시마 카즈야   | 미시마 카즈야 | 미시마 카즈야 | 미시마 카즈야 | 미시마 카즈야 |               |               | 카자마 준     | 카자마 준     | 카자마 준 | 카자마 준 | 카자마 준 | 카자마 준 |
|                   |                   |                   |                   | 리 차오랑         | 리 차오랑         | 리 차오랑 | 리 차오랑 | 리 차오랑       | 리 차오랑       |                 |                 | 미시마 카즈야   | 미시마 카즈야   | 미시마 카즈야 | 미시마 카즈야 | 미시마 카즈야 | 미시마 카즈야 |               |               | 카자마 준     | 카자마 준     | 카자마 준 | 카자마 준 | 카자마 준 | 카자마 준 |
|                   |                   |                   |                   |                   |                   |           |           |                 |                 |                 |                 |                 |                 |               |               |               |               |               |               |               |               |           |           |           |           |
|                   |                   |                   |                   |                   |                   |           |           |                 |                 |                 |                 |                 |                 |               |               | 카자마 진     |               |               |               |               |               |           |           |           |           |

## 가 순

### 간류
과거 최연소이자 오오제키로 승진한 유망주 스모 선수였지만 씨름판에서 불을 뿜는 등의 기행을 되풀이 했기 때문에 협회에서 요코즈나 승진의 길을 끊었으며 뒷 세계로 나아간다. 어느 때, 요시미츠의 행동으로 눈에 찍힌 간류는 그와 직접 대결을 하려고 철권 대회에 참가한다. 이전 대회에서는 토너먼트 상에서 직접 부딪치지는 않았지만 가끔 경기장에서 만난 미셸 창에게 한눈에 반해버린다. 몹시 괴로워하고 있던 간류는 그녀에게 고백을 하기 위해서 대회 참가를 결의한다. 대회에서 미셸에게 고백하지만 깨끗이 차이고 하와이에서 스모 도장을 열고 있었다. 제4회 철권 대회의 비디오를 보고 있던 간류는 그 속에 젊었을 때의 미셸과 꼭 닮은 줄리아를 보고 나잇값도 못하고 다시 반해버린다. 줄리아의 목적을 알게 된 간류는 제5회 대회로의 참가를 결의한다. 줄리아가 찾는 삼림 재생 프로그램의 데이터를 우연히 발견하고 그것을 줄리아에게 미시마 가문으로부터 가까스로 파일을 훔쳐내어 줄리아에게 건네주며 프로포즈를 했으나 줄리아는 파일만 받고 가버린다. 그 후, 하와이로 돌아가 장코나베 음식점을 열지만 경영이 궤도에 오르지 않아서 선전을 위해서 제6회 철권 대회에 참가한다. 모든 대회에 나간 것으로 장코 파라다이스가 대인기가 되며 바쁜 날들을 보내가 있었지만 어느 날 눈에 들어온 인터넷 방송 영상으로 줄리아가 삼림 재생 프로그램의 클라우드 펀딩을 하고 있다는 것을 알게 되고 줄리아 때문에 가게의 매상금을 지원금으로 사용해버린다. 자신의 실수로 자금 조달이 곤란해진 간류는 스스로 스트리머가 되지만 시청률은 오르지 않았다. 그럴 때에 헤이하치가 제7회 철권 대회 개최를 선언한 것을 알게 되고 화려한 의상으로 대회에 참가하는 것으로 주목을 모았으며 시청자가 느는 것과 함께 대회 상금으로 일확천금을 노리기 위해서 참가하였다.
이마의 상처가 특징인 스모 선수. 처음에는 잭 계열의 컨버터블이였으나 첫 등장 때부터 ‘가부키 하리테’(歌舞伎張り手) 등의 기술을 가지고 있었다. 그 후에도 스모 같은 기술이 추가되었으며 과거에 있던 기술도 “철권 5”에서는 보다 인간미가 넘치는 것으로 변경되어 있다. “철권 태그”에서의 엔딩에서는 미셸에게 차이며 “철권 5”의 엔딩에서는 미셸의 의붓딸인 줄리아 창의 모습을 보고 또 한 번 격한 사랑에 빠지지만 차인다. “철권 6”의 엔딩에서는 아자젤로부터 모든 파워를 손에 넣어서 ‘데빌 간류’(“철권 태그 2”의 커스터마이즈 모드에도 준비되어 있다)가 되지만 날 수 없다. “ 철권 6”이나 “철권 태그 2”에서도 아직 줄리아에게는 인정되고 있지 않다. “태그 2”에 등장하는 제이시의 정체가 줄리아인 것을 알지 못하고 있다. 제이시(줄리아 창의 태그 2 모습)의 방을 몰래 엿보다가 국제경찰인 레이 우롱에게 체포되기도 하였다. 호의를 보이고 있던 미셸과의 특수 승리 포즈로는 그녀에게 덤벼들려고 해서 지면에 대동댕이 쳐지고 있다.
스모 기술의 이름 또는 역대 요코즈나의 시코나를 사용한 기술이 많다.
파치슬로 판에서는 프리미엄 캐릭터로 취급하고 있다.

### 건잭
The king of iron fist tournament2 후, 아벨 박사가 내보낸 위성 레이저로 인해서 참패한 잭2. 그로부터 19년 후, 그가 구한 소녀 제인은 성인이 되어가 물리학자가 되었다. 그것은 그녀의 목숨의 은인인 로봇 잭2를 수리하기 위함이였다. 대강 복원할 수는 있었지만 중요한 생각 · 기억의 부분을 복원할 수 없었다. 거기에 덧붙여서 연구의 결과로 잭2를 제어하고 있는 프로그램 대부분이 미시마 재벌의 관련 회사 ‘미시마 중공’이 제작한 것임이 판명되었다. 미시마 재벌에 가까이 하기 위해서 복원한 잭2를 고친 건잭을 The king of iron fist tournament3로 보낸다. “철권 5”의 잭5의 프롤로그에서 제인과 함께 미시마 공업에 난입하였지만 철권중에게 발견되며 그들로부터 제인을 감싸고 기능을 정지한 것이 밝혀졌다.
체내에는 플루토늄이 흐르고 있다. 그 모습은 완전히 로봇 그대로이다. 게임 캐릭터로는 전작의 잭2가 베이스로 그것에 프로토타입 잭의 고유 기술과 간류의 고유 기술이 추가된 형태로 되어 있다. 타격기 · 던지기 기술 함께 이 경형은 보인다. 또한, “철권 태그”에서는 이 건잭, 그리고 구작에서 잭2, 프로토타입 잭과 잭 계열의 캐릭터가 3체나 등장하게 되었지만 건잭에는 ‘피벗 건’ 시리즈의 기술이 탑재되었으며 3체의 차별화가 계획되어 있다(후에 “철권 5” 이후의 잭 시리즈에 승계되었다). 또 조건을 만족하면 3P 컬러로 과거의 잭의 1P 컬러를 사용할 수 있다. 이 건잭 이후, 잭 시리즈의 제작자가 보스코노비치 박사로부터 제인으로 바뀌며 그에 따라서 국적도 불명으로 된다.

### 곤
신장 - ?
몸무게 - ?
혈액형 - ?
성별 - ?
국적 - 
- 출연 작품: 3

만화 '곤'의 주인공으로 체구가 작은 공룡. 찬조출연한 캐릭터이다.

### 기가스
G사가 미시마 재벌에게 대항하기 위해서 G사가 자신 있어하는 바이오테크놀러지를 응용하여 후천적으로 만들어낸 강화 인간이다. 제인 필두의 잭 시리즈와 기가스의 어느쪽이 차기 주력 인간형 병기를 결정할지와 미시마 헤이하치로의 짖궂음으로 대회에 보내졌다.
카타리나를 만나고 그녀의 민얼굴을 보고 손을 내밀며 ‘kaaat…’이라고 말하기 시작했지만 머리를 싸매고 도망쳐버린다.

### 기스 하워드
SNK의 대전 격투 게임 “아랑전설” 시리즈에서 온 게스트 캐릭터이다. 카즈야 네가 가지고 있는 데빌 인자에 흥미를 가지며 토너먼트에 참가한다. 트레일러에서는 헤이하치를 급습하고 있다.
아쿠마에 이은 2D 대전 격투 게임에서 온 게스트 캐릭터이며 2017년 7월 미국 게임 대회 ‘EVO’ 내에서 참전 결정 PV가 공개되었다.
기스 스테이지는 “아랑전설 스페셜”과 같이 맹장지의 개막 연출로 시작되며 ‘ギースにしょうゆ / 기스에게 간장’의 철권 7 편곡 버전이 흘러나온다.

### 기자
“철권 7”의 메인 스토리인 ‘The Mishima Saga’의 주인공인 남성이다. 플레이 불가능한 캐릭터이다.
안경을 쓰고 있으며 수염을 기르고 있다.
몇 년이나 미시마 친자(미시마 카즈야, 미시마 헤이하치)의 일에 대해서 조사하고 있다. 옛날에는 보도 기자를 하고 있었으며 전장에 가서 싸움터의 참상을 세계에 알리고 있었다.
예전에 가족(아들과 아내로 확인이 되고 있음)이 있었지만 미시마 재벌과 G사의 전투로 가족을 잃었으며 그 전투의 원흉인 카자마 진을 죽이고 싶을 정도로 미워하고 있다. 

## 나 순

### 낸시(NANCY-MI847J)
신장 - ?
몸무게 - 82t
혈액형 - ?
성별 - ?
국적 - 
- 출연 작품: 6

6에 나오는 거대 로봇으로 아케이드에서는 쓰러뜨릴 시 보너스가 주어진다.

## 다 순

### 데빌 진
신장 - 180cm
몸무게 - 75kg
혈액형 - AB
성별 - 남
국적 : 
- 출연 작품: 5~7

카자마 진이 데빌의 힘에 지배당한 모습, 플레이스테이션판 철권 3의 진 카자마의 엔딩 동영상에서 최초로 등장한다. 플레이 가능한 캐릭터로서는 철권 5에서 처음으로 등장한다. 6와 6BR에서는 진 스스로 데빌인자의 제어가 가능해져서 자유로운 데빌화가 실현되었다.

### 데빌 카즈야
신장 - ?
몸무게 - ?
혈액형 - ?
성별 - 남
국적 - 
- 출연 작품: 1~2, 태그, 5~7

데빌에게 지배당한 카즈야의 모습이다. 철권 1 때는 헤이하치의 보스로 출연했다. 철권 4의 엔딩부터는 데빌을 카즈야가 오히려 지배한다. 철권 1에 플레이어블로 나오며 카즈야의 3p 복장으로 되어있고 일정조건을 충족해야 플레이할 수 있었다. 철권 2에서 본격적으로 등장하며 이때 날개와 레이저가 추가되었다. 여담으로 철권 태그 2의 경우 카즈야의 특정 커맨드를 입력하면 데빌로 변신할 수 있다.

## 라 순

### 라스 알렉산더슨
신장 - 183cm
몸무게 - 77kg
혈액형 - ?
성별 - 남
국적 - 
- 출연 작품: 6~7

숨겨진 미시마 헤이하치의 또 다른 아들이며 철권중의 중대장이다. 카자마 진의 세계전쟁을 납득하지 못하여 자신이 이끄는 부대를 이끌어서 탈퇴하고 진을 이긴 뒤에야 이유를 듣게 된다. 알리사 보스코노비치를 좋은 동료로 생각하였으나 기억을 되찾은 후 자신의 손으로 쓰러뜨리고 만다.

### 레오 클리젠
신장 - 168cm
몸무게 - 56kg
혈액형 - AB
성별 - 불명 (초기에는 여)
국적 - 
- 출연 작품: 6~7

- 성우: 베로니카 테일러

레오. 본명은 엘레오노르 클리젠. 어릴적부터 탐험가인 아버지 밑에서 자란 레오는 성격이 밝고 착한 아이였다. 아버지가 탐험중 실종하게 되면서부터 홀로 남은 어머니 밑에서 자라게 됐지만 어머니의 많은 노력과 관심에 행복하게 살아가던 레오. 그러던 중 어머니가 카즈야로부터 암살당했다는 것을 알게된다. 레오는 이게 모두 G사와 관계 있을 것이라고 생각, G사의 총수 카즈야 미시마를 만나 어머니의 원수를 묻기 위해서 철권 토너먼트 6에 참가하게 된다. 초기에는 여자라는 설정이었으나 성별 불명으로 바뀌었다.

### 레이븐
신장 - 180cm
몸무게 - 80kg
혈액형 - B
성별 - 남
국적 - 
- 출연 작품: 5~태그 2

### 로저
신장 - 160cm
몸무게 - 80kg
혈액형 - ?
성별 - 여
국적 - 
- 출연 작품: 2, 태그, 5, 태그 2 (로저주니어 엔딩에 등장)

보스코노비치 박사에 의해 만들어진 생물병기로 아머킹에게 커맨드 레슬링을 사사받았다. 철권 2 이후 같은 유전자 개조 캥거루를 만나 결혼하게 되며 철권 5에서는 누군가에 의해 납치당한다. 하지만 실상은 보스코노비치 연구실에서 한가롭게 놀고 있었으며 이로 인해 이혼 당한다.

### 로저 주니어
신장 - ?
몸무게 - ?
혈액형 - ?
성별 - ?
국적 - 
- 출연 작품: 5~태그 2

미시마 재단의 군사용 목적으로 DNA를 개조한 캥거루 '로저'의 아들. 자신의 아버지 로저 1세가 수상한 사람들에게 끌려나가는 것을 보고 아버지를 찾아야겠다고 마음먹고 5에 출전했으나, 정작 로저 1세는 TV를 보면서 태평스레 놀고 있었다. 이에 화를 참지 못하고 불같이 진노해 아버지를 어퍼컷으로 날려버리고는 어머니와 둘이서 살고 있다. 어머니와 단 둘이서만 살려니 집안은 몹시 가난. 상금을 얻어낼 목적으로 6에 출전하며 6 엔딩에서는 바람을 피운 아버지로 인해 가정이 파탄난다.

### 리리 로슈포르
신장 - 180cm
몸무게 - 56kg
혈액형 - A
성별 - 여16세
국적 : 
- 출연 작품: 5DR~7

본명은 에밀리 드 로슈포드, 철권 5DR부터 등장한다. 철권 최고의 미녀로 170cm를 훨씬 넘는 큰 키에 바비 인형을 연상케 하는 외모가 인상적이다. 아버지와 로슈포르 가문의 기업을 법정파신시킨 미시마 재벌에게 복수하기 위해 참여했다. 카자마 아스카와는 라이벌. 격투 스타일은 스트리트 파이터(아크로바틱)이다. 과거 난동을 부리던 포레스트 로우를 쓰러뜨린 바 있어서 마샬에게 원한을 사고 있는 상태. 철만에서는 니나 윌리암스와 서로 목숨을 노리는 사이인 관계로 역시 불구대천지 원수 상태. 철권 8에서는 키가 180cm로 성장해 철권의 여성 캐릭터 중 최장신이 되었다.

### 리 차오랑
신장 - 178cm
몸무게 - 65kg
혈액형 - A
성별 - 남
국적 : 
- 출연 작품: 1~2, 태그, 4~7, 블러드 벤젠스

철권 1 토너먼트 전, 헤이하치가 절벽에 떨어뜨린 자신의 아들(카즈야)을 단련시키려고 새로 입양해온 아들. 중국계 일본인. 미시마 가문의 피는 섞이지 않았으나 성격만큼은 꼭 빼닮아 헤이하치와 카즈야를 몹시 싫어한다. 언젠가 헤이하치와 카즈야를 때려눕히고 미시마 가문을 자신의 것으로 만들 생각을 하고 있다. 4에서는 바이올렛이라는 가명으로 출전한 적도 있으며 이후로는 바이올렛 시스템즈를 설립해서 로봇산업 발전을 꿈꾸고 있다. 그 증거로 철권 4에서 자신의 회사에서 제작한 '컴봇'이라는 로봇의 격투능력 시험을 위해 참전시켰다. 카자마 진이 대두되자 카자마 진도 쓰러뜨리려 하고 있다.

### 레이나
신장 -
몸무게 -
혈액형 -
성별 - 여
국적 : ?
- 출연 작품: 8

철권 시리즈의 격투가 캐릭터로, 데뷔작은 철권 8이다. 공식 프로필에서 격투 스타일은 프로필상에서는 불명으로 되어있으나, 제작진이 밝힌 격투 스타일은 타이도 + 미시마류 싸움 가라테다.  라스 알렉산데르손과 마찬가지로 미시마 헤이하치의 사생아이며 그것도 그냥 사생아가 아니라 라스와 달리 데빌의 인자를 가지고 있는 특별한 자식이었다

## 마 순

### 마샬 로우
신장 - 179cm
몸무게 - 69kg
혈액형 - B
성별 - 남
국적 - 
- 캐치카피: 돌아온 전설의 용, 전설의 용 재탄생, 용의 재림

- 출연 작품: 1~2, 3(포레스트 로우 엔딩에서 등장), 태그, 4~7

- 격투 스타일: 절권도

- 성우: 하라다 카츠히로(1~2, 4~5DR 기합 및 비명), 줄리안 맥퍼레인(4 대사), 로버트 클롯워디(5~5DR 대사), 데이비드 빈센트(6~태그 2 기합 및 비명, 스트리트 파이터 X 철권 영어판), 로저 크레이그 스미스(6~태그 2 대사), 시모야마 요시미츠(영화 철권, 일본어 더빙), 후지와라 케이지(드라마 CD), 후지 케이스케(스트리트 파이터 X 철권 일본어판)

폴 피닉스와 스티브 폭스와 같이 철권 6에 출전한 인물. 격투 스타일은 절권도로 본래 가난이 지긋지긋해서 출전했으나 왕 진레이에게 패하고 요시미츠가 뿌린 돈을 자본 삼아 중국집과 도장을 열었으나 트라우마에 시달리던 백두산을 마샬 로우의 문하생들이 시비거는 바람에 열받은 백두산에 의해 도장깨기를 당하고 명예회복을 위해 철권 2에 출전해서 백두산을 이겼다. 이후로는 폴의 권유에도 불구하고 출전을 거부했으나 아들이 폴에 의해 출전하자 아들 도둑이라 욕을 하면서 아들에게는 출전금지 1년을 내리는데 정작 아들은 1년 뒤에 가출해버리고 동업자의 배신으로 사업이 망해 술에 찌들어 버린다. 그러다 철권 4 초대장을 받자 훈련을 통해 몸을 단련하고 출전하지만 탈락하고 아들의 사고 소식을 전해들은 뒤 일본의 중국집에 불법취업을 하면서 돈을 모으고 상금을 얻기 위해 출전했으나 도중에 강제송환되고 이후 상금을 타기 위해서 철권 6에 폴 피닉스, 스티브 폭스와 같이 출전한다. 여기서는 폴, 스티브와 함께 우승하여 파티를 벌이던 중 피자에 설사약을 뿌려 배가 아프게 한 뒤에 자신만 돈을 챙겨 달아난다.

### 모쿠진
신장 - 178cm
몸무게 - 90kg
혈액형 - 수액
성별 - 없음
국적 - 
- 출연 작품: 3~태그 2, 블러드 벤젠스

세상에 악한 생물이 나타날때마다 깨어나서 악체를 제거하는 목각인형. 최종보스를 제외한 모든 기술을 사용한다. 철권 6에서는 아자젤의 힘에 반응하여 깨어났다. 똑같이 만들어졌지만 재질이 나무가 아닌 금속으로 만들어진 테츠진과 킨진(조건:10회 연속 우승)도 존재한다.

### 미겔 카바예로 로호
신장 - 203cm
몸무게 - ?
혈액형 - B
성별 - 남
국적 : 
- 출연 작품: 6~7,

- 격투 스타일: 자신이 본능으로 터득한 무술교범이 없는 길거리 싸움

- 성우: 리엄 오브라이언

전무후무한 길거리 싸움꾼. 어렸을 때부터 주먹싸움을 좋아해서 길거리에서 힘 좀 세보이는 사람들만 보면 시비를 걸어가면서 막싸움을 몸으로 체득하였다. 미겔은 2미터를 넘는 큰 키와 건장하고 단단한 체격과 더불어 천재적인 격투감각이 있었기 때문에 이런 방법으로 몸으로 체득한 막싸움으로도 태어나서 격투기라곤 배워 본 적이 없음에도 불구하고 길거리에 패거리들을 순식간에 해치우는 등 그에 뛰어난 싸움 실력을 보여준다. 그에게는 자신의 목숨 이상으로 아끼는 여동생이 있었는데 여동생의 결혼식 날, 철권중의 전투기 편대가 여동생의 결혼식장을 폭격하여 여동생이 사망했다. 이로 인하여 미겔의 평생 목표는 철권중의 수장인 카자마 진을 살해하여 여동생의 복수를 하는 것이다. 천신만고 끝에 카자마 진과 만나는 데에 성공했으나 아자젤과의 싸움을 앞뒀던 카자마 진은 아자젤과의 대결도 그렇지만 미겔을 이길 자신이 없어서 미겔과 마주치자마자 철권중으로 미겔을 저지시키며 바로 헬리콥터를 타고 사라졌다. 태그 2 엔딩에서 미겔은 건달 4명을 복날 개패듯 두들겨패고 있었다. 그런데 싸우는 도중 어떤 여자가 미겔이 마지막 건달을 패는 것을 말리는데 미겔의 여동생과 매우 닮았었고 미겔은 여동생에 마지막을 회상하게 되며 그 곳을 벗어나게 된다. 미겔은 혼자만의 싸움실력이 최강이라 자랑했으나 철권중과의 대결은 싸움실력만으로 되는 게 아니라는 것을 깨닫고는 화랑과 연합하여 레지스탕스로 활동하게 되었다. 기본적으로 힘이 엄청나게 쎄며 철권 전체에서 일격기(단 한 방의 공격만으로 KO시키는 기술)를 갖고 있는 캐릭터는 미겔('그의 여유'라는 이름을 가진 주먹공격)과 쿠마(방귀) 뿐이다. 스토리 상 미겔의 싸움실력은 철권 전체에서 최상위권에 속하는 강자이다. 철만에서는 카자마 아스카네 집에 얹혀살고 있다는 설정이 있다.

### 미셸 창
신장 - 163cm
몸무게 - 52kg
혈액형 - B
성별 - 여
국적 : 
- 캐치카피: 방랑의 여권사

- 출연 작품: 1~2, 3(줄리아 창 엔딩), 태그, 태그 2

- 격투 스타일: 팔극권 및 심의육합권 기반의 중국 권법

- 성우: 미나미 미부(1~태그), 킴벌리 폴시더(3 가정판), 히다카 나루미(모션픽쳐 일어판), 제시카 로버트손(모션픽쳐 영어판), 줄리앤 테일러(태그 2)

미시마 헤이하치의 부하인 홍콩인 남성 에이전트와 미원주민 여성 사이에서 태어난 여자로 철권 1에서는 피살당한 부친의 원수를 갚기 위해, 철권 2에서는 납치당한 모친을 구하기 위해 출전하며 간류의 고백을 받음에도 불구하고 매정하게 차버린다. 후에 유적지에서 아기를 발견하고 줄리아 창이라 이름 붙인 후 정성스럽게 키우며 오우거에 대해 알려고 일본에 갔으나 헤이하치에 의해 억류당한다. 이후 줄리아에 의해 구출되고 복수가 아닌 소중한 것을 지키기 위해 권법을 가르쳤음을 상기시키고 돌아간다. 태그 2 엔딩에서는 제이시 마스크를 쓰다 의붓딸에게 걸리고는 딸이 아이디어를 떠올리자마자 복면레슬러로 데뷔하여 모녀 태그팀을 결성하고 머독과 킹을 쓰러뜨린다. 이 때문에 태그 2에는 디바세트라는 아이템이 존재한다.

### 미시마 진파치
신장 - 230cm
몸무게 - 107kg
혈액형 - ?
성별 - 남
국적 : 
- 출연 작품: T5, TTT2

헤이하치의 아버지이자, 카즈야의 할아버지, 진의 증조할아버지이고, 미시마 재벌의 창시자이다. 철권 1 이전에 헤이하치에 의해 봉인당하고 철권 5에서 부활하지만 대회 마지막에 진에게 패배당하고 소멸한다. 후에 드림 매치인 철권 태그 토너먼트 2에 등장한다.

## 바 순

### 바이올렛
제4회 철권 대회에서 리 차오랑이 미시마 헤이하치에게 혈통을 알지 못하게 가명을 사용해서 머리를 보라색으로 물들여서 출전하였다.
외견 및 일부 기술 이름 앞에 ‘바이올렛’이라고 붙는 것 이외에는 캐릭터 성능면 등의 그 외의 점에서 리와 전혀 바뀌지 않았다.
“철권 태그 토너먼트 2”에서는 가정용 판 오리지널 모드에 등장하는 것 외에 가정용 DLC 캐릭터로 조작이 가능하다(리와는 다른 캐릭터로 취급). 일부 기술이 바이올렛 전용의 것으로 바뀌었다. 리와는 다르게 영어를 사용하고 있다.

### 밥
신장 - 190cm
몸무게 - 200kg
혈액형 - AB
성별 - 여
국적 - 
```
둔한 몸매에 맞지 않게 게임 상에서는 굉장히 민첩한 플레이를 선보이고 있다.
```

### 백두산
신장 - 180cm
몸무게 - 70kg
혈액형 - B
성별 - 남
국적 - 
- 출연 작품: 2, 태그, 5~태그2

- 성우 - 시오자와 카네토(2, 태그), 윤병화(5~태그2)

철권 최초의 한국인 캐릭터. 철권 2에서 첫 등장. 태권도 사범으로 화랑의 스승. 어느날 부상으로 선수생활을 관두고 절도죄로 수감된 부친을 못 알아보고 도둑질을 하다가 실수로 사고로 죽게 만든 후 자책감에 빠진 나머지 트라우마에 시달리게 되고 이를 안 마샬 로우의 문하생들이 이런 점으로 백두산을 조롱하고 괴롭혀서 마샬의 도장을 박살냈고, 그 결과로 마샬과 원수사이가 되었다. 오우거에게 피습당해 빈사상태에 빠지다 군에 의해 치료를 받고 은혜를 생각해서 태권도 사범이 되었다. 화랑이 쓸데없는 일을 할때는 항상 훈계를 하고는 한다. 화랑에게 신변 안전을 밝히고 화랑을 무형량으로 나머지 기간 복무 시 제대하게 해주고 성장을 지켜보기 위해 철권 5에 출전, 철권 6에서는 화랑이 진을 이기고 싶으니 가르쳐 달라고 하자 감화하여 지옥훈련을 시키고는 같이 출전한다.

### 브루스 어빈
신장 - 190cm
몸무게 - 85kg
혈액형 - A
성별 - 남
국적 - 
- 출연 작품: 2, 태그, 5~태그 2

브루스 어빈은 형사였으나 철권 6부터 미시마 카즈야의 보디가드로 일을 하고 있다. 과거에도 구해 준 은혜에 보답하기 위해 카즈야의 보디가드로 일했으며 카즈야가 화산에 떨궈진 후로는 킥복싱을 가르치고 있었으나 카즈야가 살아나자 카즈야가 속한 G사로 갔다.

## 사 순

### 세르게이 드라그노프
신장 - 190cm
몸무게 - 89kg
혈액형 - O
성별 - 남
국적 - 
- 출연 작품: 5DR~7

러시아 스페츠나츠 소속, 뛰어난 지도력과 전투력으로 '하얀 사신'으로 불린다. 말이 없는 편이며, 레이븐과는 라이벌 관계이다.

### 스티브 폭스
신장 - 183cm
몸무게 - 75kg
혈액형 - B
성별 - 남
국적 - 
- 출연 작품: 4~7

금발의 영국 복서. 스토리 상 니나 윌리엄스의 아들이며 미시마 재단에 의해 시험관 아이로 태어났다는 설정. 철권 4부터 등장하여 태그 2가 나온 현재까지도 강한 캐릭터로 손꼽힌다. 철권 6에서는 폴 피닉스, 마샬 로우와 팀을 짜서 출전한다. 철권 6 엔딩에서 폴 피닉스, 마샬 로우와 팀을 짜서 우승을 차지했는데 스티브는 우승 상금을 폴과 마샬에게 양보한다. 그러나 우승 상금이 들어있어야 할 가방에는 폭탄이 들어있었고 둘은 폭발에 말려들게 된다.

## 아 순

### 아머 킹 (초대)
어둠의 프로레슬링 세계에 군림하는, 블랙 재규어 마스크를 쓴 악역 프로레슬러이다. 초대 킹이 신인 선수였던 시절부터 친했지만 킹과의 연습 중의 사고로 인해서 왼쪽 눈을 부상당한다. 그 이후 킹을 증오하게 되며 어둠의 세계로 몸을 던지게 된다. 그 후, 킹이 제1회 철권 대회에 참가하게 되는 것을 알게 되고 참전을 선택하게 된다. 공적인 자리에서 킹을 매장해버리는 것을 계획하지만 대회에서의 사투를 통해서 킹을 인정하며 두 사람은 화해를 하였다. 그 후, 킹은 고아원 경영이 막히고 자포자기 상태가 된 그는 술에 빠지는 생활을 하며 완전히 영락한다. 그 것을 신경이 쓰였던 그는 어느 날 밤에 환락가의 뒷 골목에서 칠칠치 못하게 농성을 벌였던 킹 앞에 나타나며 마스크를 건네주며 예전의 자신을 되찾기 위해서 제2회 대회 참가를 하자고 한다. “철권 2”의 엔딩에서는, 사실은 폐에 지병을 앓고 있던 것이 판명이 나며 심한 토혈을 하고 있었다. “철권 3” 이후에는 대회 참가는 하지 않지만 오우거에 살해당한 킹의 뜻을 계승해서 2대 킹을 육성하며 그의 두 번째를 담당하는 등, 사이드 스토리 상메서는 관련성을 가지고 있다. “철권 3”부터 “철권 4”로의 과도기에는 오랜 기간 앓고 있었던 지병과 술자리에서 머독으로부터 당했던 폭행을 원인으로 사망한다.
게임 캐릭터로는 킹의 컨버터블이지만 오리지널 기술을 많이 가지고 있다. 그가 사용한 기술 대부분은 2대 킹이나 후에 등장한 2대 아머 킹에게 계승되고 있다. 취미는 ‘도장깨끼’이다. 폴 피닉스와는 알고 있는 사이이며 제2회 대회 개최 전 쯤에 도장 깨기를 하러 가기 전에 도장의 경호원을 하고 있던 그와 마주치게 됐다는 설정이 있다. 또한, 파치슬로판 “철권 R”, “철권 X”에도 등장하고 있으며 여기서는 그가 2대 킹을 육성하는 모습이 그려지고 있다.

### 아머 킹 (2대)
철권 5의 업그레이드 버전인 “철권 5 DARK RESURRECTION”에 추가된 캐릭터이다. 초대 아머 킹과 거의 겉모습이 같지만(은색 갑옷에 한쪽 눈을 부상당한 블랙 재규어의 마스크) 그 정체는 초대 아머 킹의 동생이다(가정용 판 “철권 6”에서 발각). “철권 5 DR”의 스토리 배틀에서 머독에게 승리했을 때의 묘사 및 가정용 판 “철권 6” 엔딩에서의 묘사로부터 형을 살해한 머독에게 상당히 원한을 가지고 있으며 킹의 설득의 목소리에도 전혀 응하지 않았지머 사투의 끝에 “ 철권 7 FR”에서는 화해에 다다르고 있다.
초대 아머 킹과 같은 기술이 많이 사용되지만 한편으로 2대가 처음 선보이는 기술도 많다. 그가 사용하는 기술 중 하나는 만화 《근육맨》에 등장하는 기술을 모티브로 하고 있다.
“철권 TT 2”의 스토리에서는 제이시와 손을 잡으며, 인연이 있는 머독이나 킹을 라이벌로 보고 있다. 또, 그 후에는 킹과는 이미 마음을 터놓고 있는 것이 아머 킹&킹의 특수 승리 포즈에서 찾아볼 수 있다. 파치슬로 철권 2nd 및 3rd에도 등장하고 있으며 2nd에서는 킹과 친구 관계인 머독의 특훈을 지켜보고 있으며 3rd에서는 킹과 여성이 손 잡은 것은 처음이 되는 제이시의 맹특훈을 지켜보고 있다. 또, 파칭코에서는 당첨 중에 킹, 아머 킹의 주요 에피소드 영상이 사용되는 것 외에 킹과의 인연의 대결이 그려지는 대결 배틀의 스페셜 연출이 있다.

### 아수세나 밀라그로스 오르티스 카스티요
‘커피 퀸’이라는 다른 이름을 가진, MMA 챔피언이다. 아버지가 운영하는 커피 농원 ‘오르티스 팜’의 외동딸로 태어난 그녀는 아버지가 재배하는 커피에 매료되어서 어렸을 때부터 ‘세계 제일 최고의 커피 농가가 되겠다’라는 꿈을 품고 있었다. 너무 참신한 아이디어를 몇 번이나 제지당하지만 타고난 천진난만한 성격과 전대미문으로 갈고 닦아서 수 년 후에 그녀가 키운 콩은 드디어 세계적으로 유명한 품평회에서 최고 품질 평가를 얻는다. 그 후에도, 모델, 댄서로도 성공을 거두기도 하고 대학에서 경영학을 배운다. 어느 날, 농원에서  탈주하려고 하는 알파카를 붙잡으려던 아수세나는 자랑스러운 신체능력을 무기로 종합격투기의 세계로 난입하며, 자신의 이름을 건 ‘블렌드’를 홍보하는 것을 기획한다. 그 계획은 성공하며 챔피언의 자리 꼭대기까지 오른 아수세나는 스스로를 광고판으로 삼아서 팜의 매출과 지명도를 올렸다. 다음으로 주목한 것은 ‘The King of Iron Fist Tournament’였다. 

### 아자젤
고대의 악마, 조정자라고도 불린다. 분신인 데빌을 보내어 악으로 가득차게 할 계획이었다. 자피나 가문이 계속하여 봉인해왔지만 철권 6에서 '두 개의 흉성이 부딫힐때 세계가 멸망한다'는 예언에 따라 깨어나지만 라스와 진에 의해 죽는다.
철권 시리즈에서 제일의 거체를 자랑한다(2미터를 넘는 쿠마, 판다, 잭조차 올려다 볼 정도이다).
개발 스태프는 ‘데빌, 투신 오우거, 데빌 진 등 데빌의 근본이며 중심 인물’이라고 말하고 있다. 데빌이 처음으로 사용한 데빌 특유의 레이저부터 트루 오우거가 사용한 상공으로 순간이동해서 돌진해 오는 어나더 디멘션과 닮은 기술, 미시마 진파치가 사용한 상대의 움직임을 멈출 수 있는 감념 장벽이라고 하는, 역대 최대 보스의 기술을 사용할 수 있는 것 외에, 따르고 있는 풍뎅이 날리기, 던지기 이탈이 불가능한 던지기 등의 참신하고 강력한 기술을 가지고 있다. 게임 상에서 카운터 공격이 아니면 타격되지 않는 강력함을 보여줬으나 이내 파훼법이 많이 공개되었다. 체력은 260 (일반적인 캐릭터는 160), 던지기 기술은 일절 통용하지 않는다.
파치슬로 판 및 파칭코 판에서는 특수 연출의 일부로 등장하고 있다.

### 안나 윌리엄스
니나 윌리엄스의 여동생으로 그녀의 라이벌이다. 니나와 같이 콜드 슬립을 한 이후 기억상실에 걸린 니나를 돕기도 하였지만 현재는 다시 자매전쟁 상태. 심지어 철권 6에서는 니나가 미시마 재벌에 들어가자 그 라이벌 기업인 G사에 들어간다.

### 알렉스
사람의 키 정도의 작은 공룡이다. 미시마 재벌을 헤이하치로부터 뺏은 미시마 카즈야가 사설 군대를 만들 즈음에 화석 속에서 발견된 육식 공룡 DNA에 로저 DNA를 섞어서 부활시킨 흉폭한 생명체이다. 자신의 세력에 헤맨 자를 배제하려고 대회에서 계속 기다리고 있다. “철권 2”의 시점에서는 아직 유생태이며 성체과 되면 최강의 생물이 되겠지만 “철권 3” 이후는 어떻게 되었는지는 알 수 없다.
캐릭터 선택 화면에서 로저의 아이콘에 커서를 맞추어 킥 버튼으로 결정하면 이 알렉스가 플레이어 캐릭터가 된다. 로저와 마찬가지로 사용하는 기술의 대부분이 킹의 기술이 있다.
“철권 2”, “철권 TT”의 엔딩에서는 설정에 어울리지 않은 귀여움도 보인다. OVA 판에서는 R 실험체 또는 리가 말하길 바이오 커맨드라는 명칭으로 여러 마리로 등장하고 있으며 몸 색은 녹색이 아닌 적갈색으로  권투 글러브를 하고 있지 않으며, 몸이 커져있는 등의 원작에서 대폭으로 외형이 변화하였으며 그 모습은 공룡 그 자체이다. 또, 자신을 반투명화시키는 능력도 가지고 있다. 1마리는 안나를 물어 죽이며 그 외의 개체는 힘을 해방한 카즈야와의 싸움에 나타나며 겁에 질려서 해산하였다.

### 알리사 보스코노비치
미시마 재벌에서 사용되는 병기 연구 개발을 맡은 보스코노비치 연구소의 최심부에 위치하는 최중요 보안구획의 캡슐에서 잠들어 있던 여성의 모습을 한 로봇이다. 닥터 보스코노비치가 만든 최강 병기이다. 죽은 딸의 모습을 본따서 만든 로봇이다. 그래서인지, 자신을 만든 제페토 보스코노비치 박사를 아버지라 부르며, 그를 찾는 것이 주요 임무 중 하나로 프로그래밍되어 있다. 평소에는 인간과 다를 바 없이 대화도 하고, 행동을 하지만, 프로그래밍된 임무와 관련된 중요 상황과 직면하면, 기계적인 말투와 임무 수행에 필요한 내장된 장치들이 드러나는 등 로봇의 특징을 볼 수 있다.
기본적으로 카자마 진의 호위용으로 만들어졌다는 설정이 있으며 그의 명령을 거절할 수는 없지만 양쪽의 관계성의 묘사는 작품에 따라서 격차가 크며, 방임에서 양호한 주종관계까지 다양하다. 대체로 진은 그녀의 소유권을 포기하고 싶은 모양이다.
“철권 6”에서 일시적으로 같이 다닌 라스에게 특별한 감정을 품게 되며 이야기 종반에서는 진의 명령으로 자아를 봉인했으며 라스와 전투를 하지만 패배를 하며 자아를 되찾지만 기능정지가 되어 버린다. “철권 7”에서는 리 차오랑에 의해서 바이올렛 시스템으로 유지되어 눈을 뜨지만 기억이 애매하고 라스와 행동을 함께 한 것은 기억하지만 그의 이름과 얼굴은 기억하지 못하였다.
만화판에서도 등장하고 있지만 개발 목적이 게임판과 다르며 미시마와 G사의 투쟁을 멈출 수 있게 보스코노비치 박사가 투입시킨 존재이다.  만화판에서는 카자마 진과 니나 윌리엄스에 의한 임무를 수행하며, 링 샤오유와 함께 미시마 헤이하치를 막기 위해 활약한다.
등에 날개가 나와서 하늘을 날거나, 팔에서 나와 전기톱으로 공격하거나, 로켓 펀치나 몸통에서 나온 자신의 머리를 상대 캐릭터에게 줘서 폭발 시키기(폭발후의 머리는 자동재생되어 나온다) 등의 기발한 기술을 다수 가지는 한편으로 예의 바른 성격이다. 러시아 출신이지만 일본어로 말하며 일부 대사는 방언을 사용하기도 한다. “철권 6”에서는 다른 캐릭터에게 사람인지 뭔지를 추궁당하는 일이 많다(본인은 인간이라고 주장하지만 파치슬로 판에서는 이러한 묘사는 없다).
“철권 TT 2”의 드라그노프의 엔딩에서는 그에게 알리사 제작 키트가 보내졌으며 조립을 하지만 완성을 못 시켰으며 최종적으로 자폭을 하게 된다.
영화 “철권: 블러드 벤전스”에서는 샤오유와 같이 주인공으로 등장한다.
“PROJECT X ZONE”에서는 어떠한 수단으로 S.I.N.를 이끄는 세스에게 넘기며 진과 헤이하치를 탐색 및 말살하도록 프래그램되어 두 사람을 덮진다. 하지만, 그 후 메이터넌스로부터 부활하며, 진이 그녀의 프로그램을 초기화하는 것으로 동료로 들어간다.
파치슬로 판에도 등장하며 2nd메서는 라스 알렉산데르손과 함께 돌아다니는 장면이 그려져 있으며, 그를 생각하는 듯한 장면도 있다. 3rd에서는 샤오유와 함께 친해지며 문화제를 즐기고 있다. 파칭코 판에서도 연출로 주요한 에피소드가 사용되고 있다(파치슬로, 파칭코 모두 대사 있음).
“철권 7 FR”에서는 판타지를 의식한 코스튬으로 변경되어 있다.

### 엔젤
“철권 2” 당시에는 각 해설서에서 데빌과 밀접한 존재인 것처럼 쓰여 있었다. 개발 당시에는 카즈야의 (죽은) 어머니라는 설정이였다. 알렉스처럼 “철권 2” 이후의 소식은 알 수 없다.
나이는 ∞이다.
게임 캐릭터로는 데빌의 2P 컬러로 취급한다. 사용하는 기술은 같지만 그 체격 차이에 따라서 데빌에 비교하면 기술의 리치가 뒤떨어진다. 목소리는 데빌과 같이,  “철권 2”의 아케이드 판에서는 KO 시의 비명이 카즈야로부터 가져왔지만 PS 판에서는 여성의 목소리를 겹친 듯한 목소리가 체력이 깎일 때와 KO 시의 비명에 사용되었으며 (공격시의 구호는 없다) “철권 태그 토너먼트”에서는 “철권 2”의 니나 목소리를 가공한 것이 사용되고 있다.
“철권 태그 토너먼트 2”에서는 데빌 진의 기술을 주체로 카즈야나 일부 다른 캐릭터의 기술과 닮은 기술을 사용한다. 또, 디자인이 새로워져있다.
파치슬로 철권 3rd에도 중요한 드잡이 역으로 등장한다.

### 언노운
“철권 TT”의 최종 스테이지에 등장하는 보스 캐릭터이다. 나체에 검은색이나 보라색으로 뒤덮여있는 여성으로 늑대 모습을 한 영혼에 사로잡혀 있다. “철권 TT”에서는 다른 캐릭터(오우거, 건 잭, 간류, 쿠마, 잭-2, 데빌, 트루 오우거, P.잭, 로저는 결번)로부터 복제한 격투 스타일을 사용하며 이것을 차례차례로 바꾸어 싸우는 특수한 캐릭터이다. 최초에는 반드시 카자마 준의 기술을 사용한다.
처음에는 카자마 진의 사촌 여동생인 히토미(仁美)로 개발되어 있던 캐릭터였지만(그렇기 때문에 학생복 모습의 이미지 일러스트도 존재), 이 안은 사용하지 않게 되었다. “철권 6” 시대의 공식 감수본에서는 준의 자매로 하는 안도 있었다고 한다. 플레이스테이션 2 판 “철권 TT”에 수록되어 있는 언노운의 엔딩 무비는 다른 캐릭터의 엔딩과는 비교가 되지 않을 정도로 미려하게 제작되어 있으며 SIGGRAPH2000에서 오프닝 무비와 게임 영상과 함께 수상하였다.이 엔딩에서 언노운은 늑대 영혼을 쓰러뜨리는 것에 성공한다.
“철권 TT 2”에서도 최종 보스로 등장한다. 천국 스테이지 ‘Heavenly Garden’에서 카자마 준으로부터 라운드 한 판을 이기면 지옥 스테이지 ‘Fallen Garden’로 바뀌며 언노운으로 변신한다(설정에서 1라운드제로 하고 있는 경우에는 2라운드제로 변경된다). 본작에서는 카자마 준의 기술을 베이스로 보라색의 수목이나 거대한 손을 내보내는 기술이 추가되어 있다.
카자마 진과 같은 문신을 가지며 플레이스테이션 2 “철권 TT”의 엔딩에서는 투신 오우거의 인연이나 카자미 진의 몸을 생각하는 듯한 행동을 보이며 가정용 “철권 TT 2”의 언노운 및 진의 엔딩에서는 언노운으로에서 준으로 돌아가는 모습이 그려져 있다(전자의 무비에서는 엔젤이 등장하지만 관계는 알 수 없다).

### 에디 골드
브라질에서도 유수한 자산가의 가정으로 자란 청년으로 주변에서는 제왕학을 배우는 근면한 청년으로 알려져 있는, 브라질 출신의 카포에라 무술가이다. 하지만, 19세 경에 자신의 아버지가 마약조직 신디케이트에게 살해당하며 시기를 기다리라는 아버지의 유언에 따라서 아버지를 살해안 오명을 입고 복역을 한다. 감옥에서 폭동이 일어나자 그 폭동을 단 한 번에 제압한 노인을 보고 그 사람에게서 카포에라 무술을 배웠다. 스승은 자신의 손녀에게 전수해 주는 조건으로 에디 골드에게 카포에라 무술을 가르쳤다. 출소 후, 아버지를 살해한 조직의 발자취가 미시마 재벌로 향하는 것을 알게 되며 복역 중에 연습한 카포에라를 무기로 제3회 철권 대회에 참가한다. 엔딩에서는 그 흑막이 미시마 헤이하치였다는 것이 판명되었다. 대회 후에 형무소 내에서 자신에거 카포에라를 가르쳐 준 노인의 부탁에 따라서 그의 손녀 크리스티 몬테이로를 찾아가서 약속대로 카포에라 무술을 전수해줬다. 2년 후, 헤이하치의 발자취를 쫓고 갑자기 크리스티의 앞에서 모습이 사라졌다. 제4회 철권 대회에서 크리스티를 다시 만나며 그녀와 함께 스승인 노인 아래로 면회를 가지만 그는 이전과 비교가 되지 않을 정도로 훌쭉해져 있었다. 스승을 살리기 위해서는 미시마 재벌의 의료 기술이 필요하다고 들었으며 크리스티와 함께 제5회 철권 대회에 참가한다. 제5회 대회에서 우승하고 우두머리가 된 진에게 의료 기술을 제공해주었으면 좋겠다고 부탁하였으며 그에 따른 대가로 철권중에 입단하여서 니나 윌리엄스와 같이 자신이 원치 않는 테러행위를 저지르고 다녔다. 제6회 대회에서는 진을 노리는 적을 배제하기 위해서 참가한다. 철권 6 엔딩에서는 스승의 장례식장에서 크리스티 몬테이로에게 질책을 받고 철권중에서 탈퇴한다.
“철권 7” 가정용에서는 G사에 침입하였으며 경비원을 상대하는 중에 럭키 클로에에게 헤이하치가 있는 곳을 알아내려고 하지만 그 메모로 보이는 낙서를 넘겨 받은 틈에 도망쳤으며 단서를 잡지 못하였다. 럭키 클로에의 스토리 모드의 엔딩에서는 그녀의 백 댄서를 엄한 지도를 받으며 거기에 본방에 들아가면 여장을 해야한다는 말을 듣고 절규를 한다.
나이는 첫 등장인 “철권 3”에서 27세, “철권 4” ~ “철권 7”에서 29세이다. 카포에라를 본격적으로 전투 게임에 끌여들인 캐릭터이며 여러 자세를 구사하면서 싸우는 타입의 캐릭터이다. “철권 3”에 같이 첫 등장한 링 샤오유나 화랑도 이 타입에 속한다.
PS2 판 “철권 4”에서는 크리스티의 3P 컬러로(크리스티에서 1회 스토리를 클리어 후 사용 가능), “철권 5”에서는 크리스티의 엑스트라로 사용 가능하다. “철권 5 DR”에서는 다른 캐릭터가 되며 사용자화가 가능해졌지만 기술은 공통이다(기본 던지기 제외).
파치슬로 판에서도 배틀 연출에서 등장하고 있다.

### 에이젼트 오우거
신장 - ?
몸무게 - ?
혈액형 - ?
성별 - 남
국적 - 
- 출연 작품: 3~태그, 태그 2

철권 3에 등장. 인간형의 투신 오우거와 마수형의 진 오우거가 있다. 투신 오우거는 파이트 볼에서 빅오우거로 불리기도 했다. 과거 격투가의 힘을 흡수했으며 창 모녀의 부족에 의해 봉인되었다가 철권중에 의해 깨어났다. 이후 철권대회에 난입하여 폴과 진에게 패배하고 죽는다. 허나 5에서는 g사 실험실에 나타나서 데빌진에 의해 다시 한번 쓰러진다.

### 엘리자
강력한 힘을 가지고 있으며 영구한 시각을 살아가는 여성 뱀파이어이다. 연령은 1000 세 이상인지는 확실하지 않다. 선잠을 잘 생각으로 관통에 들어가서 잠에 들려는데 무심코 수백년 동안 잠들어 있었다. 아직 일어난지 얼마되지 않아서 수면을 조절할 수가 없으며 갑지가 잠들어 버리는 일이 있다.
페이스북 상에서 진행되었던 10개의 ‘어떤 이유로 실현이 곤란했다 캐릭터’ 중에서 투표를 하는 기긴한정 설문조사 기획 ‘TEKKEN REVOLUTION ORIGINAL CHARACTER POLL’에서 최대 투표수를 얻었으며, 참전이 결정되어 업데이트 캐릭터로 2013년 12월 19일에 추가된 캐릭터이다. 참전 결정 전에는 엘리자라는 이름이 아닌 여성 뱀파이어(로슈포르 가에 오랜기간 유폐되어 있는 소녀)라는 명칭이였다. 또 그 시절부터 ‘로슈포르 가(리리의 생가)의 별채에 오랜기간 유폐되어 있는 뱀파이어 소녀로 매우 어두워 성격이지만 고딕한 복장에 빠져들 듯한 미모를 가지고 있다’라고 할 정도는 설정이 정해져 있었다. “철권 6” 개발 당시에는 실존하는 격투 스타일의 후보+던지기 도구 기술이 사용 가능한 캐릭터(2D 격투 같은 필살기를 사용 가능)가 될 예정이었지만 프로듀서인 하라다 카츠히로를 제외한 이 캐릭터 개발에 관계된 직원들이 갑자기 차차 결혼이나 출산 등을 하는 이유로 대량 휴식을 하는 수수께끼같은 현상이 일어나서 캐릭터 제작을 중단했다. “철권 6 BR”에서 다시 제작을 시험해봤지만 마찬가지 현상이 직장에서 일어나서 징조가 좋아서 개발 내에서 남기려고 그녀는 봉인되었다.
그녀를 “철권 레볼루션”에서 사용하려면 ‘ONLINE VS’에서의 대전, ‘ARCADE BATTLE’ 클리어, ‘MOKUJIN RUSH’ 클리어, 모쿠진 페스 개최 만으로 입수할 수 있는 아이템 ‘계약의 현인’을 일정수까지 얻을 필요가 있다.
가정용 판 “철권 7”에서는 예약 특전 캐릭터로 등장하며 후에 DLC 캐릭터로 공개되었다. 잠깐 동안의 수면이지만 무심결에 600년 동안이나 잠들어 버리며 수면 중에 잃은 힘을 되돌리기 위해서는 영적으로 강한 힘을 가진 인간으로부터 흡혈할 필요가 있다고 생각하여 엑소시스트 단체의 본거지인 ‘시리우스 사수’(シリウスの射手)의 본부로 향하며 그 대표인 클라우디오로부터 흡혈을 시도한다. 클라우디오를 쓰러뜨린 후 지금의 엑소시스트는 대단한 것이 없다고 평가하고 남은 잠을 자기 위해서 돌아가기로 한다. 그곳에 엘리자를 찾으러 온 리리에게 ‘엘리자는 로슈포르 가의 지하에 유폐되어 있던 자신의 여동생’이라고 하였으며 ‘자신은 1000년 4개월 정도 전에 태어났기 때문에 아득히 먼 자신이 연상’이라고 반론하지만 잠이 와서 자주 선 채로 잠들어 버려서 대화는 되지 않고 리리는 질려한다.
공격 중에 잘 수가 있으며 그 사이에는 체력이 회복한다. 철권에서는 흔하지 않는 원거리 공격 기술을 가지며 데빌들과 다르며 빠르게 콤보로 이어지는 게 쉽지만 방어가 가능하다는 특징이 있다. 또, 뱀파이어 답게 던지기 기술에서는 적으로부터 피를 빨아들일 수가 있거나 순간이동 같은 능력도 있다. “철권”의 오리지널 캐릭터 중에서 유일하게 전용 브래디 케이지나 커맨드에 따른 필살기도 가지고 있어서 아쿠마처럼 2D 격투 게임의 시스템을 “철권”에 넣은 듯한 조작성을 가진 캐릭터이다.

### 오우거
다른 이름으로는 투신(闘神)이 있다. 마야 문명 · 아즈텍 문명 풍의 피라미드 속에 잠재하는, 마야 문명의 영웅의 모습에 녹색 피부를 한 거인이다. 변신 후에는 트루 오우거가 된다. 설정으로는 ‘인디오의 전설에 전해지는, 고대에 외계인이 버려두고 간 생물병기’이다. 강자의 혼을 흡수해서 그 힘을 빼앗는다.
위의 설정에 따라서 게임 내에서는 왕 진레이, 리 차오랑, 브루스 어빈, 요시미츠, 미시마 카즈야 등 과거에 등장한 캐릭터의 기술을 합쳐서 가진 캐릭터로 등장한다(단, 사이드 스토리 상에서 오우거와 직접 접촉이 있었던 것은 백두산, 카자마 준, 초대 킹 뿐). 또한, 오우거가 승리 시에 말하는 언어는 ‘교통안전’ 등 여러 사자성어를 역순으로 재생시킨 것이다.
“철권 태그 토너먼트 2”에서의 캐릭터 이름은 ‘에이션트 오우거’이다.

### 왕 진레이
신장 - 165cm
몸무게 - 56kg
혈액형 - B
성별 - 남
국적 - 
- 출연 작품: 1~2, 태그, 5~태그 2

미시마 헤이하치의 아버지인 미시마 진파치의 친구. 링 샤오유가 손녀딸이다.

## 자 순

### 잭
신장 - 235cm
몸무게 - 168kg
국적 - 
- 출연 작품: 1~2, 태그, 5~7

러시아에서 개발된 전투용 로봇.

### 제이시
신장 - ?
몸무게 - ?
혈액형 - B
성별 - 여
국적 - 
- 출연 작품: 태그 2

- 격투 스타일: 루차 리브레계 프로 레슬링 및 각종 권법.

- 성우: 스테파니 셰(태그 2 킹&아머킹&머독 엔딩), 애니 우드(태그 2 기합 및 비명).

줄리아 창 친구의 절친으로 시합 당일 사고를 당해 입원했으며 절친이 줄리아 창에게 대역을 간곡히 부탁하여 줄리아가 변장하고 레슬링 시합에 나가게 된다.
이 때문에 태그 2에서는 제이시의 머리 아이템에 줄리아 머리띠와 캐주얼 머리가 존재한다. 태그 2에만 나오는데 이 때는 제이시로서의 줄리아 창으로 나온다. 코토부키야 미소녀 시리즈 피규어가 나온 바 있다.

### 닥터 제페토 보스코노비치
신장 - ?
몸무게 - ?
혈액형 - ?
성별 - 남
국적 - 
- 출연 작품: 2~4 (3에서만 플레이 가능)

### 줄리아 창
신장 - 165cm
몸무게 - 54kg
혈액형 - B
성별 - 여
국적 - 
- 캐치카피: 방랑의 여권사

- 출연 작품: 3~태그 2 (제이시&미셸 엔딩)

- 격투 스타일: 팔극권 및 심의육합권 기반의 중국권법

- 성우: 츠루 히로미(3~태그 기합 및 비명), 카라 존스(3 엔딩), 스테파니 D 아보르초(4 기합 및 비명), 킴벌리 폴시더(4 엔딩), 애니 우드(5~6BR 기합 및 비명), 요시다 세이코(스트리트 파이터 X 철권), 스테파니 셰이(6~태그 2 엔딩)

미셸 창의 양녀로 아기일 적에 구해져서 사랑받으며 자랐는데 이 때 어머니에게서 권법과 레슬링을 사사받았다. 직업은 삼림연구원. 친환경적인 소녀로 3에서는 돌아오지 않는 모친을 구하기 위해 철권 4와 철권 5에는 사라진 삼림재생 데이터를 되찾기 위해 철권 6에는 카자마 진과 미시마 카즈야의 싸움을 막으러 출전했다. 철권 3에서 모친을 구하고 철권 5에서는 간류의 고백을 거절하고 데이터만 받고 가며 철권 6에서는 G사 연구동에 갇히게 되지만 라스와 알리사에 의해 구출된다. 이후 태그 2에서는 제이시의 대역이 되어 레슬링 시합에 나가고 샤워하고 있는데 마스크를 멋대로 쓴 어머니를 보자 아이디어를 떠올리고 모녀 태그팀을 결성하여 머독과 킹을 쓰러뜨린다. 3~6BR까지 나오고 태그 2에는 제이시로 변장했기 때문에 제이시가 줄리아 창으로서 대신 나온다. 로우 부자와 달리 기술상의 차이가 다소 존재하여 태그 시리즈에서 모녀의 공동 출전이 성사되었고 이후 레슬러 태그도 가능해졌으며 U넥 민소매 크롭 톱과 비키니 상의를 함께 착용하는 점 외에는 데님 타이트 스커트와 줄리아 날개장식 머리로 줄리아 창에 가깝게 꾸밀 수 있다.

### 자피나
신장 - 170cm
몸무게 - 64kg
혈액형 - ?
성별 - 여
국적 - 이집트
- 출연 작품: 6~7

- 성우: Lisle Wilkerson

나이 불명의 여성. 점성술사이자 고대의 전사. 점성술 중 동방의 별이 파괴된다는 에언을 받고 동방으로 넘어와 아자젤을 격파시키기 위해 싸운다. 이후 아자젤을 자신의 왼팔에 봉인한 후에 그 힘을 이용하여 아자젤의 힘을 억제하고 원흉을 쓰러뜨리기 위해 다시 한번 싸우기 시작한다.

## 카 순

### 카미야 신
도쿄의 국제학교에 다니는 고등학생이다. 미시마 카즈야의 데빌 인자를 사용해서 탄생한 세계 첫 만능세포 ‘M세포’의 열쇠를 쥔 인물로 미시마 재벌과 G사의 두 조직에서 노려지고 있다. 전 미시마 고등전문학교의 학생이며 진과는 구면인 사이이다. 미시마 고등전문학교 시 ‘무타레 실험’을 위한 인체실험의 피해자가 되었다. 피해자는 카미야 신의 반 친구들 전체이며 그 결과로 그만 살아남았으며 불사신의 힘을 가진 ‘M세포’를 가지는데 성공하였다. 마지막에는 자신을 괴물로 만든 헤이하치에게 복수하기 위한 싸움을 걸지만 세포의 불활성화와 아울러서 헤이하치에게 당하며 뒷 일을 진에게 부탁하고 사망한다.
“철권 레볼루션”의 추가 캐릭터 후보 중의 하나이다.

### 카자마 아스카
“철권 2”에서 등장한 카자마 준의 혈연자를 아버지에게 두고 어릴 때부터 그에게 카자마 스타일의 고류무술을 주입시킨 오사카 출신의 여고생이다. 그렇기 때문에 강인한 인물을 앞에 둬도 오기로 위세가 좋으며 남자 같은 성격에서 그 지역에서는 ‘참견꾼 싸움중재자’라는 이름으로 통하고 있다. 원래는 카자마 준이 도장을 잇고 있었으나 자신이 도장을 비우고 있는 사이에 자신의 도장 파괴범 펭 웨이를 잡기 위해 제5회 철권 대회에서 참가한다. 결국 펭의 모습을 찾을 수 없었고 차차 원래 생활로 돌아갔다. 하지만, 평화로운 날들은 세상을 말려들게 한 전쟁으로 붕괴되며 그 원흉이라고 할 수 있는 카자마 진과는 친척 사이인 것을 알게 되며 진과 싸우기 위해서 제6회 철권 대회에 참가하지만 진의 모습을 알 수 없었다.
카자마 진과는 사촌 사이이지만 서로 일면식이 없으며 사이드 스토리 상에서의 얽힘도 딱히 없다.
만화판에서는 주역으로 취급되고 있다. 또, 만화판에서만 과거에 카자마 진과의 접점, 얽힘이 있다.
“철권 5” 이후의 작품에서의 카자마 준의 후속 캐릭터로 격투 스타일은 같다. “철권 태그”까지의 준을 베이스로 여러가지의 새 기술이 추가되어 있으며 그 중에서 아스카의 캐릭터 성을 반영한 기술도 있다.
파치슬로 판에서도 등장하며 2nd에서는 주역급의 드잡이 역으로 첫 등장한다. 리리와 함께 샤오유의 친한 친구라는 위치로 등장하고 있다. 3rd에서는 그 입장을 알리사에게 빼앗기고 있다 (기본적으로 보너스 중의 연출로 등장).
“철권 7 FR”에서는 하얀 옷으로 변경되어 있다.

### 카자마 준
자연 보호 단체 ‘W.W.W.C.’의 밀수 동물 감시관을 맡고 있는 여성이다. 카자마가에 대대로 전해시는 카자마 스타일의 고류무술(“철권 2”에서는 카자마 스타일의 합기유술)을 사용한다.
도쿄에서 오래 살았으며 신비적인 것으로의 흥미를 잃고 있었지만 죽은 아버지의 유령을 만나고 초현실적 현상의 존재를 믿게 된다. 영감도 강하며 유일하게 카즈야를 둘러싼 사악한 힘의 존재를 알게 된 준은 동물 밀수범인 카즈야의 체포와 함께 그를 그 힘으로부터 해방하는 것을 목적으로 대회에 참가한다. 하지만, 카즈야의 신비적인 힘에 흡수 당해서 그와의 사이에 아이를 임신해버린다. 그 것을 알게 된 데빌은 그 아이를 노리지만 준에 의해서 물러난다. 대회 후, 준은 고향 야쿠섬으로 돌아가며 아들 ‘진’과 조용하게 살아간다. 15년 후, 투신 오우거의 출현으로 전세계에서 사건이 다발한다. 준은 설렘을 느끼고 진에게 모든 것을 털어놓고 자신에게 일이 생기면 할아버지인 헤이하치를 찾아가라는 말을 남긴다. 그 후, 투신에게 습격을 받고 목숨을 잃는다(“철권 5”의 설정에 따른 것이며 “철권 3”에서는 행방불명).
설정 상으로 “3” 이후의 시리즈 본편 작품에는 등장하지 않지만 “태그” 시리즈에서는 플레이가 가능한 캐릭터로 다시 등장하였다. “태그”에서는 “2” 시대 준거 코스튬, “태그 2”에서는 디자인이 쇄신되어 복장이 바뀌었으며 모습도 최신 크래픽에 맞추어서 대폭으로 변화하였다. “태그” 및 “태그 2”에서는 각 캐릭터의 설정은 출시 시점의 최신작 프로필에 준거하였으며 “태그”에서는 “2”의 프로필 해설이 올려져 있지만 “태그 2”에서는 문장은 신규의 것으로 바꾸어져 있다. 또, 시리즈를 통틀어서 마지막 보스인 ‘언노운’과의 관련된 향기가 나는 묘사가 많지만 “3”의 시점에서 사망한 설정으로 되어 있는 그녀가 부활한 이유도 포함하여 자세한 설명은 알 수 없는 채로 되어 있다.
카자마 스타일의 고무술은 움직임에 의한 연격을 특징으로 한 오리지널 격투 스타일이며 콤보를 잇기 쉬워서 초심자용의 캐릭터이다.

### 카타리나 아우베스
양부모로부터 훈련받은 사바트로 싸우는, 조금 품위가 없는 여성 격투가이다. 어렸을 때에 있던 사건으로 친부모를 잃고 수년간 고아원에서 자란 후에 일면식도 없는 남자에게 이끌렸다. 당시 카타리나는 심한 말투 사용으로 남자에게 반발 뿐이였지만 남자가 꾸준히 접하는 것으로 카타리나도 차차 마음을 열어 가며 입은 거치지만 사이가 좋은 보모 자식로 날들을 보내고 있었다. 하지만, 어느날 양부모인 남자가 갑자기 행방불명이 되며 카타리나는 남자를 찾으려고 금전적 여유가 거의 없어서 망연자실하지만 ‘The King of Iron Fist Tournament’ 개최 광고를 목격하며 우승 상금 목표로 대회 참가를 결의한다. 시합 장소인 G사 밀레니엄 타워의 옥상에서 거인 기가스에게 승리하였지만 뒤에서 갑자기 나타난 G사 병사의 총격을 받고 왼쪽 어깨를 부상당한다. 추격의 총격이 올 것이라고 몸을 움추리고 눈을 감는 카타리나였지만 그런 카타리나를 감싸 듯이 기가스는 병사를 향해서 돌진하여 밀레니엄 타워 옥상에서 뛰어내린다.

### 컴봇
신장 - 175cm
몸무게 - 115kg
혈액형 - ?
성별 - ?
국적 - 
- 출연 작품: 4, 태그 2(가정용)

철권 4에서 모쿠진의 대역으로 등장하는, 리 차오랑(바이올렛)이 만든 로봇. 매 라운드마다 모쿠진과 같이 다른 격투가들의 스타일을 흉내내서 전투하는 것은 변함 없었으나, 독보적인 팬층을 가지고 있는 모쿠진의 인기는 따라갈 수 없었던 듯했다. 그러나 철권 태그 토너먼트2에서 다시 등장하는데, 이때는 파이트 랩을 진행하면서 원하는 기술을 끼워넣을 수 있는 독특한 로봇으로 재등장하였다.

### 쿠니미츠
신장 - 173cm
몸무게 - 58kg
혈액형 - O
성별 - 여
국적 - 
- 출연 작품: 1~2, 태그, 태그 2

쿠노이치로 요시미츠의 옛 부하이자 원수사이다. 철권 1에서 요시미츠의 히든 캐릭터로 등장 철권 1, 2, 태그까지만 출전하고 그 이후로는 소식이 없었는데, 태그 토너먼트 2에서 초회특전 DLC 캐릭터로 재등장하였다.

### 쿠마
신장 - 280cm
몸무게 - 210kg
혈액형 - ?
성별 - 남
국적 - 
- 출연 작품: 1~7

헤이하치의 애완곰이자 보디가드. 철권 1~2 시절은 쿠마 1세였다. 그러나 1세는 수명이 다 되어 10여 년이 지나 쿠마 2세로 탄생. 쿠마 2세는 주인 헤이하치와 팬더를 좋아한다. 그래서 헤이하치를 경호하기 위해 목숨을 바친다. 쿠마 부자의 숙적은 폴 피닉스이며 1세, 2세 모두 항상 폴을 방해한다. 헤이하치는 쿠마 1세와 2세에게 인육을 먹여 키워왔다. 철권에서 일격기를 갖고 있는 캐릭터로는 쿠마, 미겔 까바예로 로호 등이 있는데 쿠마의 방귀를 맞으면 즉사한다.

### 크레이그 머독
신장 - 240cm
몸무게 - 불명
혈액형 - O
성별 - 남
국적 - 
- 출연 작품: 4~7, 태그 2

발리 튜도를 사용하는 캐릭터. 5에서 킹과 대전을 이루었으나 자신은 졌고 킹은 머독에게 손을 잡는다. 킹 엔딩에서 킹 & 머독과 함께 레슬링 대회에서 활약해 챔피언에 등극한다. 철권 5에서 적이었으나 후에 친구가 되었고 현재는 절친이 되었다. 태그 2에서 킹 & 머독 vs 아머킹 & 제이시와 레슬링 대결을 펼친다.

### 크리스티 몬테이로
신장 - 174cm
몸무게 - 59kg
혈액형 - B
성별 - 여
국적 - 
- 출연 작품: 4~6, 태그 2

에디 골드의 스승의 손녀. 에디 골드가 수감되자 스승은 자신의 손녀에게 자신의 무술을 전수하는 조건으로 에디 골드에게 무술을 전수해줬다. 이후 만기출소한 에디 골드에게 카포에라를 배웠다.

### 킹 (초대)
재규어 복면을 쓴 프로레슬링 선수이다. 고아원을 경영하고 있으며 자신도 고아였었다. 고아원 경영에 필요한 자금을 이유로 대회에 참가한다.
제1회 대회에서는 우승하지 못해서 상금을 손에 넣을 수가 없었으며 차츰 프로레슬링의 대전료만으로는 고아원 경영의 전망이 서지 않아서 자포지기 하고 있었으며 고아들의 걱정도 헛되게 술에 취하는 매일을 보내고 있었다. 어느 날, 술집에서 막 나왔던 것을 보다못한 아머 킹에게 격려받고 고아들의 신뢰와 이전의 자신을 되돌리기 위해서 대회에 참가한다.
그 후에도 프로레슬링과 고아원 경영을 계속 하고 있지만 강한 혼을 가지고 있어서 투신 (오우거)에게 습격당하며 목숨을 잃는다.
멕시코 출신으 프로레슬링 선수라는 설정이지만 루차 리브레(멕시코 프로레슬링)의 기술은 사용하지 않는다(이는 2대를 시작으로 다른 킹 계열의 캐릭터도 마찬가지). 그의 그의 기술 중 ‘아리킥’은 안토니오 이노키의 기술이다. 등장했던 “철권”, “철권 2” 모두 목소리가 쿠마우 공통이였다.

### 킹 (2대)
초대 킹의 고아원에서 자랐으며 킹의 이름과 재규어 마스크를 이어받은 복면 레슬러 청년이다. 24세가 되던 해에 사망한 초대 킹의 뜻을 이어받아 프로레슬러가 되나 초심자인 몸 때문에 악전고투하는 것을 보다못한 아머 킹에게 지도를 받고 실력을 얻어서 인기 프로레슬러가 되었다. 초대를 살해한 투신을 복수하기 위해서 대회에 참가한다. 스승인 아머 킹을 살해한 머독을 복수하기 위해서 대전료로 그를 보석시키며 대회에 참가시킨다. 머독을 쓰러뜨리고 병원으로 보내려 하고 그의 병원을 방문해서 숨통을 끊으려고 하지만 그의 옆에 있덤 머독네의 사진을 보고 복수의 어리석음을 깨닫고 숨통을 끊으려는 것을 그만둔다. 그 후, 머독이 블랙 재규어 마스크를 쓰고 자신에게 리벤지 매치를 도전하는 것을 알게 되고 대회에 참가한다. 싸움 중에 머독과 화해하지만 그 직후에 머독이 습격받으며 그 범인이 스승인 아머 킹의 마스크를 쓰고 있던 것에서 분노를 느낀다. 범인 을 찾으려 하지만 분쟁 등으로 체념하였을 때에 머독으로부터 둘이서 함께 대회에 참가하면 녀석이 나타날지도 모른다는 제안을 받고 그 기대를 가슴에 안고 대회에 참가한다. 대회에서는 아머 킹의 정체를 알아내지 못했지만 엔딩에서 스승인 아머 킹의 사진을 우연히 떨어뜨렸을 때 뒷쪽에 숨겨져 있던 두 사람의 아머 킹 사진을 발견하고 경악한다. 거기에 아머 킹 엔딩에서는 사실을 확실히 하기 위해서 아머 킹의 무덤을 파해친 머독의 앞에 나타난 한 사람의과 대립하며 거기서 처음으로 그의 정체가 자신의 스승인 아머 킹의 동생이었다는 사실을 알게 되었다. 어떻게든 그에네 머독으로의 복수하믄 마음을 돌리려고 하지만 자신 이상으로 머독을 싫어하는 그에게는 전혀 귀를 기울여주지 않고 있다.
“철권 태그 2”의 스토리에서는 호적수 아머 킹이나 제이시와의 격투가 그려져 있다. 또, 아머 킹과 이미 마음을 터놓고 있는 것이 아머 킹과의 특수 승리 포즈에서 찾아볼 수 있다.
그가 사용하는 기술 ‘머슬 버스터’는 만화 “근육맨”의 ‘근육 버스터’에서 온 것이다. “철권 태그”에서 킹을 메인 캐릭터로 하고 클리어하면 클리어 후의 영상에서 “철권 5”에서 사용가능하게 된 ‘멕시칸 마그마 드라이브’를 정한다.
또, “철권 태그”에서는 프로포션이 가장 표준적인 캐릭터였기 때문에 공략 기사 작성할 때에 가장 많이 사용되었다.
파치슬로판에서는 초대로부터 진과 함께 출연하고 있으며 2nd나 3rd에도 계속 나오며 전용 스테지의 메인 캐릭터로 주역급으로 출연한다. 파칭코판에서도 등장하며 아머 킹과의 인연의 대결 연출이 SP 연출로 그려져 있다. 중요 에피소드가 일부, 대성공 무비로 채용되어 있다.
“철권 7 FR”에서는 망토를 착용하고 있다.

## 타 순

### 타이거 잭슨
신장 - ?
몸무게 - ?
혈액형 - ?
성별 - 남
국적 - 
- 출연 작품: 3~태그, 태그 2(가정용)

타이거 잭슨은 에디 골드를 그대로 복사하여 외형만 바꾼 특별 캐릭터이다. 타이거 잭슨의 존재로 인하여 TT2에서는 에디 골드만 2명으로 선택해서 더블 카포에라를 시전하는 것이 가능해졌다. 여성인 관계로 에디 골드와는 미묘하게 다른 크리스티 몬테이로와는 달리 타이거 잭슨의 기술은 에디 골드와 완벽하게 동일하다.

### 트루 오우거
신장 - ?
몸무게 - ?
혈액형 - ?
성별 - ?
국적 - ?
- 출연 작품: 3~태그, 태그 2

철권 3의 최종보스. 준을 습격한 장본인이자 힘이 강한 격투가들의 혼을 빼앗는다. 주무기는 불이다. 또한 방패 오우거(에이션트 오우거)의 변신모습이기도 한데, 태그 토너먼트 2에서 중간보스로 재등장하였다.
태권도소녀
신장 - ?
몸무게 - ?
혈액형 - ?
성별 - ?
국적 - ?

- 출연 작품: 모바일

태권도 소녀는 긴 검은 머리를 가진 젊은 여성으로, 아무것도 확인하지 않아도 한국인 인 것 같습니다. . 그녀는 가슴과 배의 일부를 드러내는 파란색과 흰색 운동복 재킷을 착용합니다 소매를 올리고 9 개의 꼬리를 가진 흰색 여우가 재킷의 전면에 나타납니다.  . 그녀의 장갑과 바지도 파란색과 흰색입니다. 라는 흰색으로 쓰여진 검은 색 벨트를 사용합니다.
팬들은 그녀에게 슈와웨이 라는 이름을 주었다 . 그러나 공식 이름은 아닙니다. 그녀는 그녀의 싸움 스타일과 외모에 따라 한국 출신이라고 추측합니다

## 파 순

### 팬더
신장 - 277cm
몸무게 - 200kg
혈액형 - ?
성별 - 여
국적 - 
- 출연 작품: 3~7

링 샤오유의 애완동물. 샤오유를 좋아한다. 자신을 좋아해서 쫓아다니는 쿠마를 싫어한다.

### 펭 웨이
신장 - 185cm
몸무게 - 102kg
혈액형 - AB
성별 - 남
국적 - 
- 출연 작품: 5~7

천하무적이 될 수 있다는 '신권오의의 서'를 찾아 철권 5에 참전하게 된다. 스토리상 신권오의의 서는 미시마가문 혼마루 아래에 봉인되어 있었고, 두루마리를 펼치자 안에는 아무것도 없었다 그저 이제까지 해온 수련이 천하무적이 되는 길이라 깨달은 펭은 이제 그 자신을 시험하기 위해 철권토너먼트에 참가한다.

### 포레스트 로우
신장 - 177cm
몸무게 - 66kg
혈액형 - B
성별 - 남
국적 - 
- 캐치카피 - 되살아나는 불꽃의 용

- 출연 작품 - 3~태그, 태그 2

- 격투 스타일 - 절권도

- 성우 - 하라다 카츠히로(3~태그 기합 및 비명), 토드 하버콘(태그 2)

마샬 로우의 아들, 철권 3와 철권 태그 토너먼트에 등장하지만 이후 시리즈에선 마샬이 다시 등장한다. 제작상의 이유로는 제작진이 중년의 절권도 남성 캐릭터를 선호해서였고 스토리 상으로는 대외시합 출전금지 1년 처분에 반발해 1년 뒤 가출하여 5 초대장을 얻으나 리리에게 두들겨 맞고 초대장을 뺏긴 것에 대한 울분을 참지 못 해 폴의 바이크를 멋대로 타고 가다 교통사고를 내서 병원에 입원하고 부친과 지인인 폴 피닉스에게 금전적 부담을 안기게 되어 못 나오게 되었다. 부자의 공동출연은 태그에서는 이뤄지지 못 했으나 태그 2 콘슬판에서 성사된다.

## 하 순

### 화랑
신장 - 181cm
몸무게 - 68kg
혈액형 - O
성별 - 남
국적 : 
- 격투 스타일: 태권도

- 출연 작품: 3~7

- 성우 : 모리카와 토시유키(3~태그1), 마에노 토모아키(스트리트 파이터 X 철권 일본어판), 이정구(4)[17], 엄상현(5~7), 크리스 리카보(스트리트 파이터 X 철권 영어판)

태권도계의 달인이라 불리는 백두산의 수제자인 화랑. 스트리트 파이트 도중에 진이 철권중을 데리고 나타났고 화랑은 철권중을 모두 쓰러뜨린 후 카자마 진과 겨루지만 무승부로 끝난다. 이후 화랑은 카자마 진에게 라이벌 의식을 불태우고 있으며 진과의 승부를 위해 탈영까지 감행하나 당국에 붙잡히고 백두산의 도움으로 풀려나며 다시 진과 겨뤄서 이긴다. 철권 4에서는 대한민국의 병역 제도에 따라 징집되어 군복무를 하던 중 말년병장이였던 철권 4 대회에 출전하기 위해 탈영했고 철권 4 대회가 끝나자 스스로 원대복귀해서 처분을 기다렸다. 하지만 그 부대의 무술교관이 백두산이였던 덕에 화랑은 백두산의 도움으로 탈영한 기간 동안만 더 복무를 하는 선에서 끝이 났고 무사히 제대했다. 제대한 이후에는 철권중에 대항하기 위해 미겔 까바예로 로호와 같은 편이 되어 레지스탕스로 활약하게 된다.

### 내용주
1. 1 2  잭의 목소리를 사용하고 있다.
2. ↑  “철권 태그”의 특수 패배 장면에서는 그녀를 화나게 하여서 사타구니를 걷어 차이고 있다.
3. ↑  대결 중의 목소리는 원작과 같은 콩 쿠와타가 담당하며 긴 영어 대사는 현지 성우가 기용되고 있다.
4. ↑  이 묘사는 플레이스테션 판의 “철권 2” 오프닝에서도 존재한다
5. ↑  머독이 벌인 싸움을 멈추려고 했지만 몹시 약해져 있던 몸으로는 상대할 수 없으며 원수를 갚으려다 오히려 당했다.
6. ↑  어떠한 경위로 서로 손을 잡았는지는 자세한 사항은 알 수 없다.
7. ↑  일부 “철권 3” 공량집에는 ‘로저와 함께 Dr.아벨에게 잡히며 그의 연구소에서 리플리컨트의 소재가 되고 있다’라고 되어 있다.
8. ↑  “태그 2”의 준의 엔딩에서는 밤의 숲 속에서 숲의 나무들에서 빛나는 빛을 그 몸에 받아서 빛이 되어서 하늘로 돌아간다는, 이미 육체인 존재가 아님을 알게 되는 묘사가 있다.

### 참조주
1. ↑  잭-4는 다른 잭 시리즈들과는 달리 대량 생산되었다는 스토리이므로 플레이 가능한 캐릭터로 등장하진 않는다.
2. ↑  Harada_TEKKEN (2017년 7월 18일). “とか言うてくる割には聴き分けれてないっぽいね。実際気付いてる人まずいませんが、一部登場や勝ち演出などの長台詞は英語のネイティブの声優さんですが、その他全ての必殺技や掛け声などはコングさんですよ。RT@kazuma19920524 ギースの声はコング桑田でいいと思うよ。” (트윗) (일본어). 2019년 7월 26일에 확인함.
3. ↑  鉄拳7公式サイト「ギース・ハワード」
4. ↑  TEKKEN 7 - Geese Howard Reveal Trailer
5. ↑  200포인트의 체력 게이지에서 이 기술은 시리즈마다 데미지가 조금씩 달라졌는데 철권 6에서는 데미지가 199인 관계로 체력이 꽉찬 상태에서 맞으면 체력이 1 남아서 KO당하진 않았으나 TT2에서는 220으로 상향 조정되어서 어떠한 상황이든 맞으면 무조건 KO당한다.
6. ↑  seika_oda (2019년 9월 11일). “松岡由貴のツイート” (트윗). 2020년 10월 10일에 확인함.
7. ↑  大路政志 (2009년 7월 31일). “対戦だけが「鉄拳6」の楽しみ方じゃない！ 新モード“シナリオキャンペーン”やEXコスチューム，新キャラクターなどを紹介” [대전만이 ‘철권 6’을 즐기는 방법이 아니야! 새로운 모드 ‘시나리오 캠페인’이나 EXコ 코스튬, 새 캐릭터 등을 소개]. 《www.4gamer.net》. Aetas. 2020년 10월 10일에 확인함.
8. ↑  “보관된 사본”. 2014년 2월 23일에 원본 문서에서 보존된 문서. 2020년 10월 30일에 확인함.
9. ↑  철권 태그 토너먼트 퍼펙트 가이드 북
10. ↑  鉄拳レボリューション 公式サイト キャラクター ELIZA
11. ↑  4gamer.net「［COMIC-CON 2013］「鉄拳レボリューション」に追加されるキャラが決定。」
12. ↑  “鉄拳レボリューション 公式サイト”. 2018년 7월 20일에 원본 문서에서 보존된 문서. 2018년 7월 20일에 확인함.
13. ↑  鉄拳レボリューション 公式サイト イベント&アップデート 2013.12.19アップデート
14. 1 2  “PS4®『鉄拳７』最後に立っているのは親か？ 子か？ この結末は全ての人に見届けてほしい【特集第2回】” [PS4® “철권 7” 최후에 서 있는 것은 친부인가? 아이인가? 이 결말은 모든 사람이 확인해줬으면 한다【특집 제2회】]. 《PlayStation.Blog》 (일본어). 2017년 5월 24일. 2020년 10월 10일에 확인함.
15. 1 2  “過去を越える傑作の手応え……PS4®『鉄拳７』発売日レビュー！ 全キャラリサーチも完成！【特集第3回】” [과거를 넘은 걸작의 반응……PS4® “철권 7” 발매일 리뷰! 모든 캐릭터 리서치도 완성! 【특집 제3회】]. 《PlayStation.Blog》 (일본어). 2017년 6월 1일. 2020년 10월 10일에 확인함.
16. ↑  《鉄拳クロニクル》에서
17. ↑  “철권(TEKKEN)4의 한국인 캐릭터 [화랑]의 한국어 음성 공개”. SCEK. 2002년 4월 9일. 2004년 1월 15일에 원본 문서에서 보존된 문서. 2025년 1월 30일에 확인함.